# Alien (film)
Pour les articles homonymes, voir Alien et Alien (série de films).
Série Alien
Aliens, le retour
(1986)
Pour plus de détails, voir Fiche technique et Distribution.
Alien, le huitième passager (Alien) est un film de science-fiction horrifique de monstre américano-britannique imaginé et créé par le plasticien, graphiste, illustrateur, sculpteur et designer suisse, Hans Ruedi Giger et réalisé par Ridley Scott, sorti en 1979. Écrit par Dan O'Bannon, il fait partie de la saga Alien, dont il constitue l'opus initial.
Le film se déroule durant le voyage-retour du cargo spatial Nostromo entre Thedus et la Terre après une mission commerciale de routine. Les sept membres d'équipage, cinq hommes et deux femmes plongés en hibernation, sont tirés de leur léthargie plus tôt que prévu par l'ordinateur de bord du vaisseau. Ce dernier a en effet capté des signaux radio inconnus dans l'espace et, du fait d'une clause attenante à leur contrat de navigation, l'équipage du vaisseau est tenu de vérifier tout indice de vie extraterrestre. Mais, au cours de cette vérification sur une planète désertique, l'officier Kane est attaqué par une forme de vie inconnue, une sorte de créature arachnide qui recouvre son visage en l'étouffant avec sa queue. Après avoir été délivré de la créature étrangère qui semble être morte, l'équipage retrouve le sourire et partage un dernier repas avant de se rendormir. Mais, lors du dîner, Kane est pris de convulsions et voit soudainement son abdomen perforé par une créature qui sort de son corps et qui s'échappe dans les coursives du vaisseau. Un jeu macabre du chat et de la souris débute alors entre l'équipage et la créature, l'« Alien ».
Le développement du film est basé en partie sur une version horrifique du film Dark Star (1974), idée de O'Bannon, puis sur l'histoire de l'équipage d'un bombardier B-17 de la Seconde Guerre mondiale harcelé par des gremlins, suggérée par Ronald Shusett.
Alien sort dans les salles de cinéma américaines le 25 mai 1979. Il est dans un premier temps accueilli sans grand entrain par la critique. Celle-ci loue la beauté visuelle du film et la direction artistique de Scott, mais regrette que l'histoire et les personnages soient peu développés. Le film connaît ensuite un immense succès commercial au box-office.
Il remporte l'Oscar des meilleurs effets visuels et domine les Saturn Awards, remportant trois prix dont celui du Meilleur film de science-fiction. Il a acquis depuis le statut de film culte, Alien étant pour beaucoup un classique du cinéma de science-fiction qui a contribué à faire évoluer le genre.
En 2002, Alien est sélectionné par la National Film Registry de la Bibliothèque du Congrès pour conservation du fait de son intérêt « culturel, historique ou esthétique important ». En 2008, l'American Film Institute le classe à la septième position des plus grands films de science-fiction tandis qu'il est classé comme le trente-troisième meilleur film de tous les temps par le magazine Empire.
Le film est évoqué comme étant le premier film de « science-fiction horrifique » avec une femme pour héroïne, en la personne de Ripley qui devient une figure féministe emblématique. Son antagoniste principal, le xénomorphe, devient l'un des monstres les plus reconnaissables du septième art, et certaines scènes du film deviennent rapidement cultes, comme la scène du chestburster.

## Synopsis
En 2122, le cargo spatial Nostromo, de retour vers la Terre avec son chargement de minerai, capte un signal radio émis depuis un planétoïde isolé. L'ordinateur de bord du vaisseau — appelé « Maman » — interrompt alors le trajet du Nostromo et réveille l'équipage maintenu en biostase (sommeil artificiel).
Surpris de ne pas être arrivés à destination, les sept membres d'équipage prennent connaissance de l’émission du signal, leur contrat stipulant qu'ils sont tenus d'enquêter sur toute possibilité de vie extraterrestre. Ils séparent alors à contrecœur le Nostromo de l'immense raffinerie de minerai qu'il tracte pour se diriger vers le planétoïde. Cependant, l’atterrissage est rendu difficile par le relief et provoque des avaries.
Pendant que le lieutenant Ellen Ripley, accompagné de l'officier scientifique Ash (en), de l'ingénieur Parker et du technicien Brett restent à bord du vaisseau pour effectuer les réparations, le capitaine Dallas, l'officier en second Kane et la navigatrice Lambert s'aventurent en scaphandre sur la planète et se rendent vers la source du signal.
Arrivée sur place, l'équipe de recherche découvre l'épave d'un vaisseau spatial extraterrestre, à l'intérieur duquel repose le cadavre fossilisé d'une créature d'environ quatre mètres de haut. En l'examinant, ils remarquent que des os de son thorax sont éclatés vers l’extérieur.
Dans le même temps, à bord de la navette, Ripley informe Ash qu'après analyse par l'ordinateur du vaisseau, le signal qu'ils ont reçu initialement semble être un avertissement et non un message de détresse. Ripley voulant en informer l’équipe d'exploration, Ash l'en dissuade, rétorquant qu'ils sauront par eux-mêmes si c'est effectivement un avertissement.
Sur place, Kane trouve un passage menant à l’étage inférieur du vaisseau. Il y descend le long d'un filin et découvre un vaste espace où se trouvent regroupés ce qui s'avère être une centaine d'œufs. Alors qu'il s'approche de l'un d'eux, l’œuf s'ouvre et une créature arachnoïde (face-hugger) en sort brutalement et s'agrippe au casque de sa combinaison spatiale, faisant fondre la visière pour recouvrir son visage. Le capitaine Dallas et Lambert parviennent à ramener leur compagnon inconscient au sas de la navette, mais Ripley refuse de l'ouvrir, afin de maintenir une quarantaine de 24 heures conformément au règlement. Cependant, Ash finit par ouvrir le sas de sa propre initiative.
Kane, toujours inconscient, est emmené à l'infirmerie de la navette où Dallas et Ash s'ingénient à détacher la créature arachnoïde de son visage. Ils tentent de découper l'une de ses pattes mais de l'acide en jaillit, trouant aussitôt une partie du plancher, ainsi que dans les deux ponts inférieurs de la navette. De peur de tuer Kane, mais aussi d'endommager plus encore la coque du vaisseau, Ash décide d'attendre les consignes de « Maman »[réf. nécessaire]. Mais, fasciné, il commence à étudier la créature — apparemment morte sans raison apparente quelques heures plus tard — qui s'est détachée d'elle-même du visage de Kane.
Le Nostromo réparé, l'équipage redécolle pour aller s'arrimer à la raffinerie restée en orbite. Kane, à la surprise générale, se réveille quelque temps plus tard, groggy mais apparemment en bonne santé. Soulagé, l'équipage décide de partager un dernier repas avant de continuer leur voyage en biostase. Mais, à peine ont-ils commencé à manger que Kane est pris de violentes convulsions. L’équipe tente de le maintenir sur la table mais, soudainement, une créature vermiforme émerge de son corps en lui perforant le thorax. L’équipage, tétanisé, laisse la créature s'enfuir.
Après avoir éjecté le corps de Kane dans l'espace, l'équipage du Nostromo s'emploie à retrouver l'Alien, s'équipant de détecteurs de mouvement et d'aiguillons électriques. En raison de la taille du vaisseau, l'équipage décide de se séparer en deux équipes.
Durant leur recherche, Brett, Parker et Ripley détectent des mouvements, mais ceux-ci se révèlent être ceux de Jones, le chat de l'équipage. Brett part à sa recherche et, quand il le retrouve, est attaqué par l'Alien qui, après avoir vraisemblablement mué, a atteint une taille de plus de deux mètres. Lorsque Parker et Ripley accourent, la créature s'échappe par une bouche d'aération, emportant le corps de Brett.
Le capitaine Dallas décide ensuite de parcourir méthodiquement les gaines d'aération pour repousser l'Alien vers un sas et l'éjecter dans l'espace. Sur le conseil d'Ash, il s'équipe d'un lance-flammes bricolé, car la plupart des animaux fuient devant le feu, lui dit-il. Mais Dallas ne peut rien contre la rapidité de l'Alien et se fait tuer à son tour. L'officier Lambert, paniquée, insiste alors pour abandonner le vaisseau et s'échapper à bord de la petite navette de secours, mais celle-ci ne peut transporter que trois personnes.
En consultant l'ordinateur de bord pour trouver une solution, Ripley apprend qu'Ash a reçu secrètement un ordre prioritaire de la compagnie qui les emploie : ils doivent ramener la créature sur Terre pour analyse, toute autre considération est secondaire, y compris la survie de l'équipage. Mais Ash la surprend dans la salle de l’ordinateur et l'attaque. Au moment où il tente de l'étouffer, Parker et Lambert arrivent et, dans la mêlée qui suit, parviennent à neutraliser Ash, qui se révèle être un androïde qu'ils mettent en pièces. Espérant lui soutirer des informations, Ripley décide de le rebrancher. Ash leur avoue alors son admiration pour la créature, puis leur explique qu'ils n'ont aucune chance, mais tient néanmoins à leur témoigner sa sympathie... De rage, Ripley le débranche et Parker carbonise ce qui reste de son corps.
À la suite de la mort des officiers Kane et Dallas, Ripley devient de fait le capitaine du vaisseau. Elle décide alors de s'enfuir avec ses camarades rescapés grâce à la navette de secours et de faire exploser le Nostromo. Tandis qu'elle prépare la navette, Parker et Lambert vont chercher des bonbonnes de fréon, nécessaires à leur biostase. Ripley se rappelle soudainement qu'ils ont oublié le chat Jones. Elle le retrouve dans la cabine de pilotage du vaisseau et l'enferme dans une caisse. Entendant Parker et Lambert crier, Ripley court leur porter secours mais, en arrivant sur place, ne peut que constater le massacre de ses deux compagnons.
Désormais seule survivante de l'équipage, Ripley active le complexe système d'autodestruction du vaisseau et se dirige vers la navette avec Jones. Mais, en chemin, elle voit l'Alien au loin lui barrer le passage ; elle est alors obligée de battre en retraite, lâchant la caisse de Jones. L'Alien remarque le chat mais l'épargne curieusement. L'explosion du vaisseau étant imminente, Ripley retourne désactiver le système d'autodestruction mais échoue, le délai de révocation du système ayant expiré. Se ruant à nouveau vers la navette, elle découvre cette fois-ci le passage libre. Attrapant la caisse de Jones, elle entre et met en marche les réacteurs de la navette avant de s'éloigner du Nostromo, quelques secondes avant son explosion.
Apparemment sauvée, Ripley place Jones dans une couchette et se déshabille pour se préparer à la biostase. Elle découvre alors avec effroi que l'Alien l'a suivie dans la navette, dissimulé dans un renfoncement. Affolée, Ripley se cache mais la créature semble étrangement passive, comme endormie. Ripley se ressaisit et enfile discrètement une combinaison spatiale, avant de s'armer d'un pistolet lance-grappin et de s'attacher à un siège. Puis, elle force l'Alien à sortir de sa cachette en déclenchant un jet de gaz.
Au moment où il s'apprête à l'attaquer, Ripley ouvre le sas de la navette. La décompression causée par le vide de l'espace expulse l'Alien en dehors de la navette, mais celui-ci parvient à s'agripper au cadre du sas. Ripley lui tire alors dessus avec le lance-grappin ; l'Alien lâche prise mais la porte du sas se referme et coince le câble du lance-grappin. Retenu par le câble, l'Alien se glisse vers une des tuyères de la navette. Ripley actionne alors les moteurs de la navette, ce qui éjecte définitivement l'Alien dans le vide spatial.
Enfin saine et sauve, Ripley enregistre un dernier message vocal sur le journal de bord, expliquant la destruction du Nostromo et la perte de l'équipage, puis entre en biostase avec Jones pour le voyage de retour vers la Terre.

## Fiche technique
Sauf indication contraire, les informations mentionnées dans cette section peuvent être confirmées par les bases de données cinématographiques IMDb et Allociné,  présentes dans la section « Liens externes ».
- Titre original : Alien[9]
- Titre français et québécois : Alien, le huitième passager[9]
- Réalisation : Ridley Scott[1],[10]
- Scénario : Dan O'Bannon, d'après une histoire de Dan O'Bannon et Ronald Shusett
- Musique : Jerry Goldsmith[1]
- Direction artistique : Roger Christian et Leslie Dilley[11]
- Décors : Michael Seymour[10],[12]
- Costumes : John Mollo[11]
- Photographie : Derek Vanlint[12]
- Son : Andy King, Derrick Leather, Ray Merrin, Bill Rowe, Jim Shields
- Montage : Terry Rawlings[12] et Peter Weatherley, David Crowther pour la version director's cut
- Production : Gordon Carroll, David Giler et Walter Hill[12]
  - Production déléguée : Ronald Shusett[11]
  - Production associée : Ivor Powell[11]
- Sociétés de production :
  - États-Unis : Brandywine Productions et Twentieth Century Fox Film Corporation[12]
  - Royaume-Uni : Pinewood Studios et Scott Free Productions
- Sociétés de distribution : 20th Century Fox (États-Unis, France, Royaume-Uni)[4],[12] ; UFD (France)[13]
- Budget : 10,7 millions de $[14] ; 11 millions de $[15]
- Pays de production:  États-Unis,  Royaume-Uni[12]
- Langue originale : anglais[12]
- Format : couleur (DeLuxe)
  - Version 35 mm — 2,39:1 (Panavision) — son Dolby stéréo
  - Version 70 mm — 2,20:1 (Panavision 70) — son Stéréo 6 pistes
- Genre : science-fiction[10],[12], suspense[12], épouvante-horreur[10]
- Durée : 117 minutes (version originale) ; 116 minutes (version director's cut de 2003)[10],[14]
- Dates de sortie :
  - États-Unis : 25 mai 1979 (Los Angeles et New York)[12] ; 22 juin 1979 (sortie nationale) ; 9 octobre 2003 (director's cut au Festival du film d'Austin) ; 29 octobre 2003 (director's cut en salles)
  - Canada : 22 juin 1979[12] ; 6 septembre 2003 (director's cut au Festival international du film de Toronto)
  - Royaume-Uni : 1er septembre 1979 (Festival international du film d'Édimbourg) ; 6 septembre 1979 (sortie nationale) ; 31 octobre 2003 (director's cut)
  - France : 12 septembre 1979[10] ; 13 septembre 2003 (director's cut au Festival du cinéma américain de Deauville) ; 12 novembre 2003 (director's cut en salles)
  - Belgique : 13 septembre 1979[16] ; 22 octobre 2003 (director's cut)
- Classification :
  - États-Unis : interdit aux moins de 17 ans (R – Restricted)[N 3],[17]
  - France : interdit aux moins de 12 ans[4],[18]
  - Royaume-Uni : X (première interdiction), puis interdit aux moins de 18 ans en 1987[17] et réévalué en 2003 en interdiction au moins de 15 ans[17].
  - Québec : 13 ans et plus, le film ne peut être vu, acheté ou loué que par des personnes de 13 ans et plus. Les enfants de moins de 13 ans peuvent y avoir accès s’ils sont accompagnés d’un adulte[17],[19].
- Affiche : Bill Gold (États-Unis)

## Distribution
Dans le film même, aucun des prénoms n'est donné, chaque personnage n'est appelé et connu que sous son nom de famille.
- Tom Skerritt (VF : Jean Roche) : le capitaine Arthur Koblenz Dallas, commandant de bord du Nostromo[20]
- Sigourney Weaver (VF : Tania Torrens) : le lieutenant Ellen Louise Ripley[20]
- Yaphet Kotto (VF : Georges Aminel) : le chef-ingénieur Dennis Monroe Parker[20]
- Veronica Cartwright (VF : Monique Thierry) : la navigatrice Joan Marie Lambert[20]
- Harry Dean Stanton (VF : Alain Dorval) : le technicien Samuel Elias Brett[20]
- John Hurt (VF : Bernard Murat) : l'officier en second Gilbert Ward « Thomas » Kane[20]
- Ian Holm (VF : Jacques Thébault) : l'officier scientifique Ash (en)
- Bolaji Badejo (et les cascadeurs Eddie Powell et Roy Scammell (en), non crédités) : l'Alien
- Helen Horton (VF : Perrette Pradier) : « Maman », l'ordinateur de bord (voix)

Sources et légende : Version française (VF) sur RS Doublage et sur le carton de doublage.
- Le chat Jones est interprété par quatre chats différents[22].

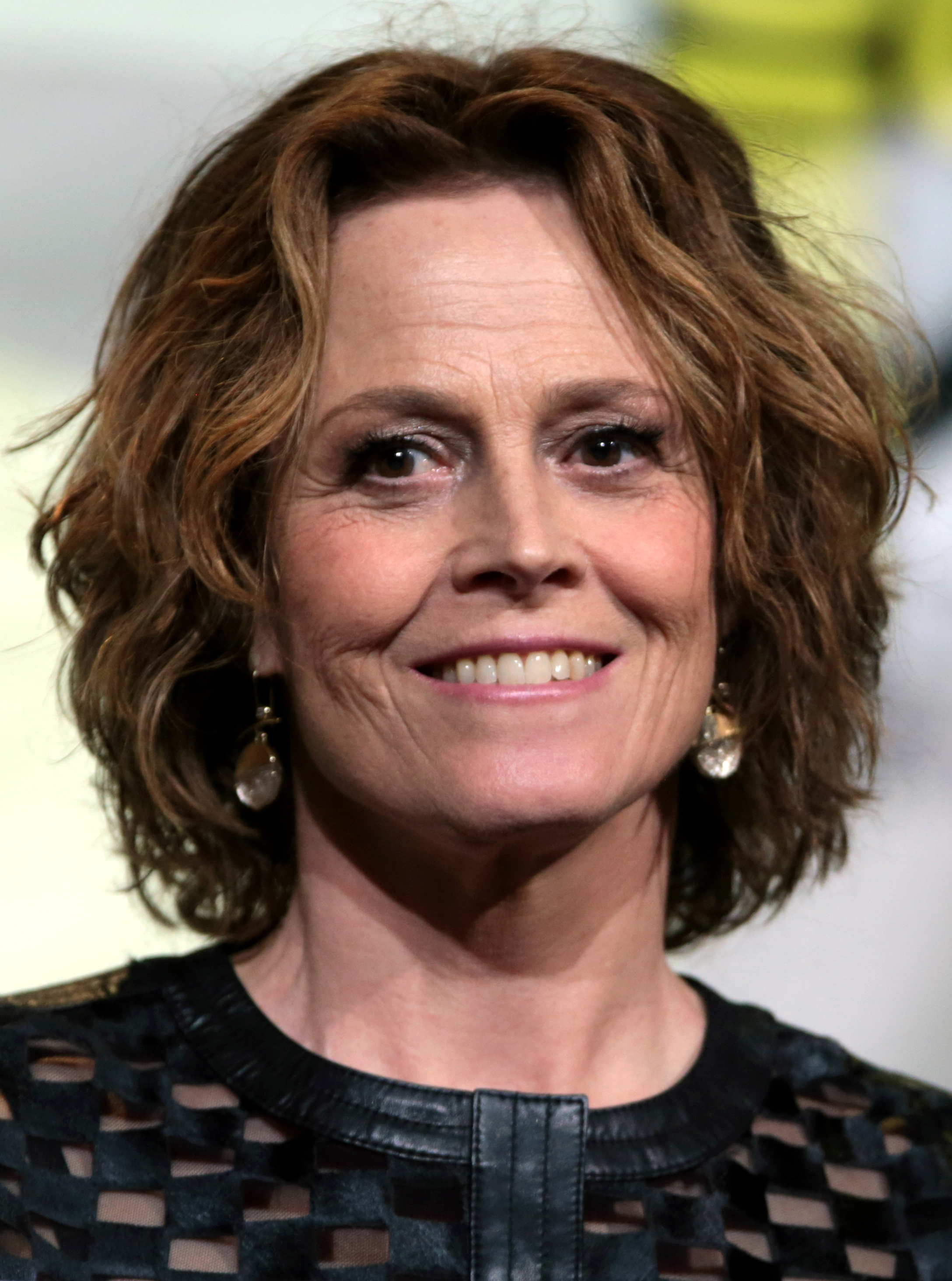
Sigourney Weaver (Ripley)
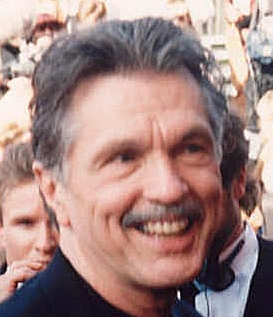
Tom Skerritt (Dallas)
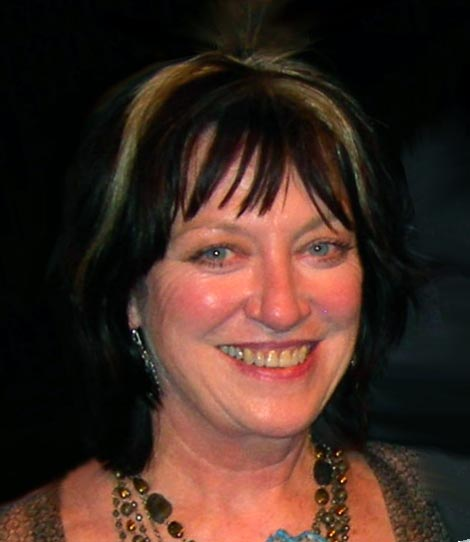
Veronica Cartwright (Lambert)
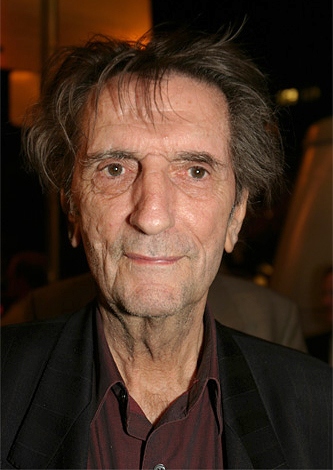
Harry Dean Stanton (Brett)
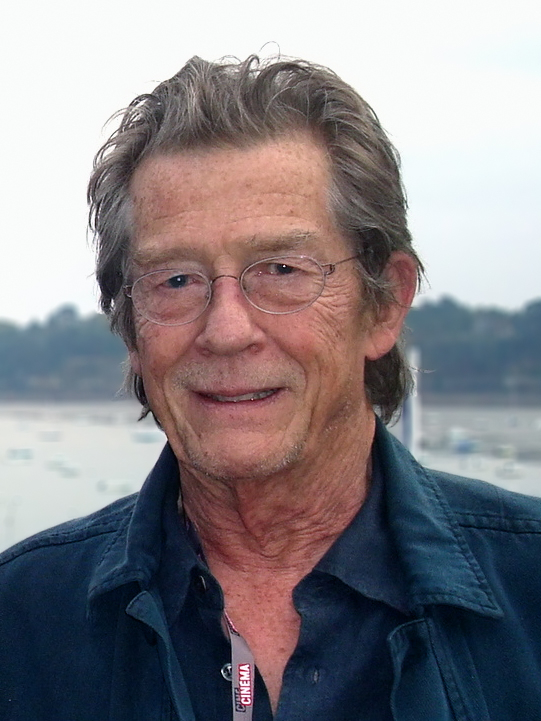
John Hurt (Kane)
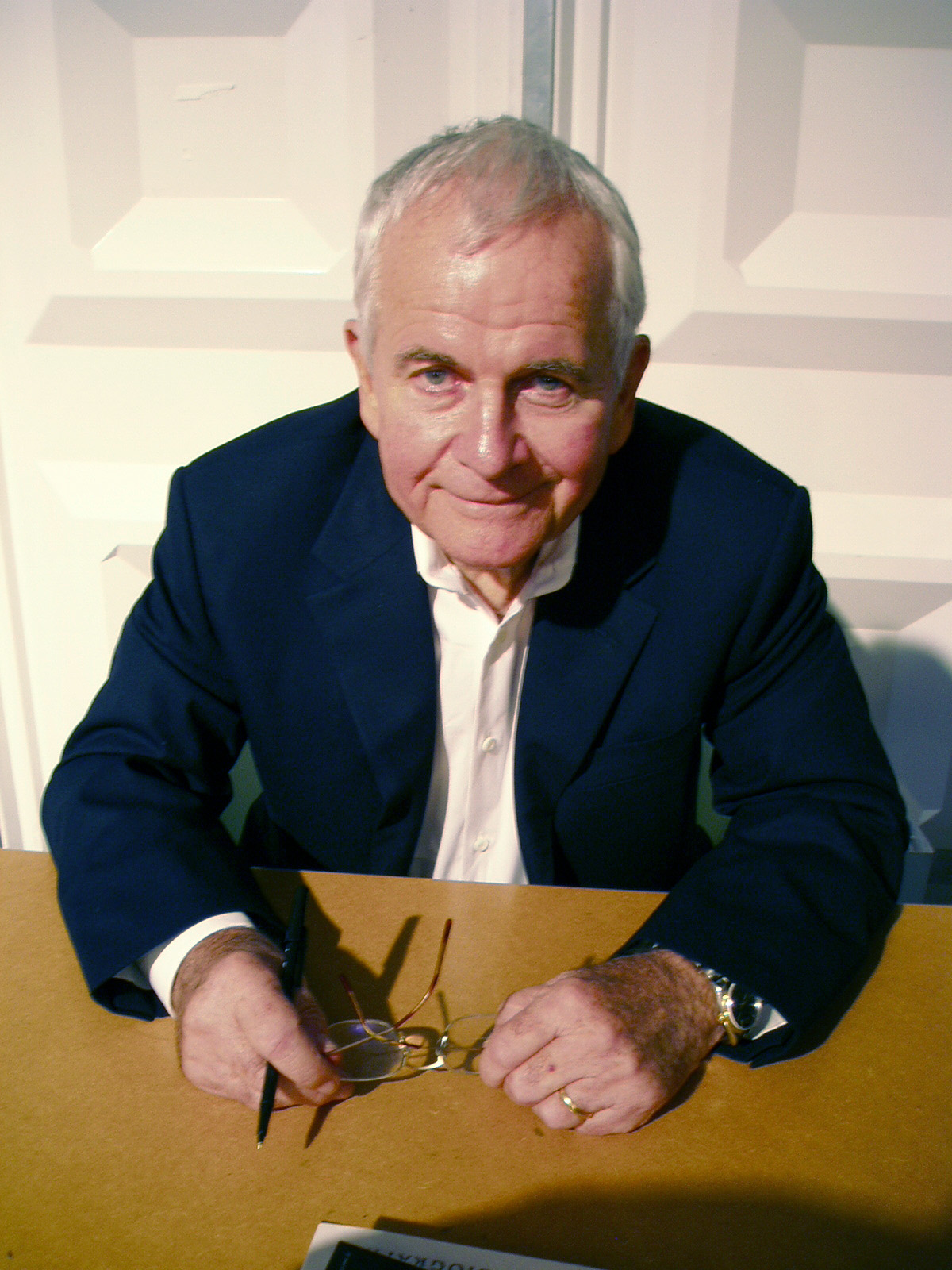
Ian Holm (Ash)
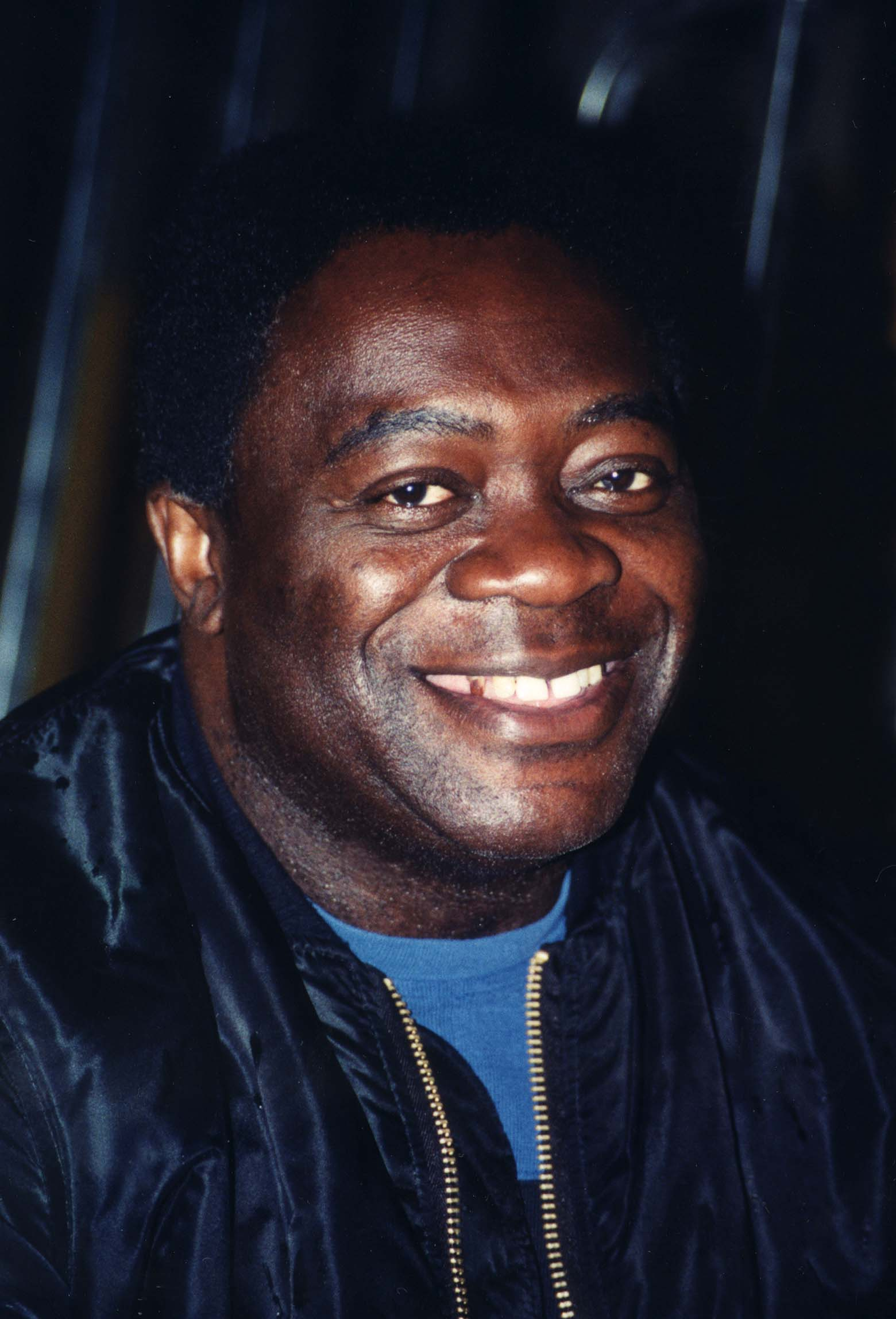
Yaphet Kotto (Parker)

## Personnages
- Arthur Koblenz Dallas, dit Dallas : capitaine du Nostromo et seul membre humain de l'équipage ayant accès à « Maman », l'ordinateur de bord. Lorsqu'il reçoit un signal de détresse du Derelict, un navire de l'espèce des Ingénieurs, Dallas détourne le Nostromo de sa trajectoire pour enquêter sur la source du signal. Après que l’Alien a éclos de la poitrine de Kane et assassiné Brett, Dallas entre dans le réseau de conduits d'air labyrinthique du navire pour l'attirer vers le sas et l'éjecter dans l'espace. Il est attaqué par la créature et disparaît — présumé mort —, ne laissant que son lance-flammes[23]. Dans une scène coupée au montage final, Ripley fait un détour lorsqu'elle s'échappe du Nostromo et trouve Dallas vivant dans le nid de l’Alien ; elle tue Dallas et détruit le nid avec un lance-flammes dans un acte de miséricorde. Selon Skerritt, la scène a été coupée parce que sa qualité était inférieure à la normale et qu'elle perturbait le rythme de l'évasion de Ripley. Cette scène est incluse dans la version director's cut de 2003[24].
- Ellen Louise Ripley, dite Ripley : principale protagoniste du film et lieutenant du Nostromo. Elle est la seule à refuser l'accès à Kane à bord de la navette, préférant le placer en quarantaine après que ce dernier a été attaqué par le facehugger. Elle et le chat Jones sont les seuls survivants de la mission.
- Joan Marie Lambert, dite Lambert : navigatrice du Nostromo et seule autre femme sur le navire, en plus de Ripley. Peu encline à prendre des risques au-delà de sa console, Lambert n'apprécie pas d'avoir été choisie au sein de l'équipe pour explorer le Derelict. Après l'infestation de Kane par le facehugger, elle réprimande Ripley et s'en prend physiquement à elle en lui donnant une gifle après que celle-ci a refusé de l'autoriser à rentrer dans la navette avec Dallas et Kane. Lorsque l’Alien commence à tuer un à un les membres de l'équipage, Lambert insiste pour qu'ils évacuent le Nostromo. En se préparant à partir en navette, Lambert et Parker sont confrontés à l’Alien qui les tue[23].
- Samuel Elias Brett, dit Brett : ingénieur à bord du Nostromo et un bon ami de Parker. Il cherche constamment les augmentations de salaire et des primes qui lui semblent dues. Pendant que l'équipage cherche l’Alien, Brett essaie de récupérer le chat Jones pour que ce dernier n'interfère pas sur le détecteur de mouvements. Il rencontre l’Alien qui a atteint sa taille adulte, et est tué par celui-ci, qui entraîne son corps dans un conduit d'aération[23]. Plusieurs scènes de Brett sont coupées au montage final, y compris celle où Ripley et Parker sont témoins de sa mort ou lorsque Ripley découvre son cadavre dans le nid de l’Alien. Ces scènes apparaissent dans la version director's cut. Selon Dan O'Bannon, cette dernière scène laissait entendre que le corps de Brett devenait un incubateur extraterrestre[24].
- Gilbert Ward « Thomas » Kane, dit Kane : officier en second du Nostromo. Au cours de l'enquête sur le Derelict, lorsqu'il se rapproche de ce qui ressemble à un œuf pour mieux le voir, un facehugger bondit et s'attache à lui et, à son insu et à celui de l'équipage, lui implante un embryon extraterrestre dans l'estomac. Kane reste inconscient jusqu'à ce que le facehugger meure et tombe au sol. Ensuite, au dîner et alors qu'il semble être en pleine forme, Kane est pris de convulsions et s'écroule sur la table. Alors que ses collègues tentent de le maintenir, une créature vermiforme (le chestburster) jaillit de sa poitrine, le tuant. Son corps est ensuite largué dans l'espace en guise d'enterrement par l'équipage[23]. Le personnage de Kane est très souvent associé à la fameuse scène du dîner[25].
- Ash (en) : officier scientifique du Nostromo. Il administre les traitements médicaux et mène des recherches biologiques, enquêtant sur les formes de vie extraterrestres. Assigné comme remplaçant du médecin militaire précédent du vaisseau pour le voyage de retour de Thedus à la Terre, Ash est un androïde dissimulé qui a été chargé par la Weyland-Yutani Corporation de s'assurer qu’un signal mystérieux émanant de LV-426 soit étudié. Lorsque Kane est infesté par le facehugger, Ash viole le protocole de quarantaine en lui permettant de remonter à bord du vaisseau. Plus tard, il tente de tuer Ripley lorsque celle-ci apprend par l’ordinateur du vaisseau, « Maman », que les ordres d’Ash sont d’assurer le retour de l’Alien aux laboratoires de Weyland-Yutani, même si cela implique la disparition de l'équipage. Il est finalement décapité par Parker et Lambert, ce qui dévoile sa nature d’androïde. Son corps mutilé est brièvement remis sous tension par l’équipage restant afin qu’il puisse confirmer sa directive et leur avouer qu’ils ne peuvent pas vaincre l’Alien, leur affirmant au passage son admiration pour la créature, qu'il qualifie de « parfait organisme ». Son corps est ensuite incinéré par Parker[23].
- Dennis Monroe Parker, dit Parker : ingénieur en chef du Nostromo. Brett est son assistant. Sur le navire, Parker réclame sans cesse des bonus financiers pour enquêter sur la balise de détresse du Derelict. Après la confrontation fatale de Dallas avec l’Alien, Parker part à sa recherche et retrouve son lance-flammes. Lorsque Ash attaque Ripley, Parker et Lambert la défendent, et Parker décapite l'androïde. Après que Ripley a demandé des renseignements à Ash pour combattre la créature, Parker carbonise ses restes au lance-flammes. Parker et Lambert sont tués par l’Alien qui leur tend une embuscade lors de leur tentative de fuite à bord de la navette de sauvetage, l’Alien coinçant Parker contre un mur et le tuant en lui perforant le crâne avec sa mâchoire[23].

## Production

### Genèse et scénario

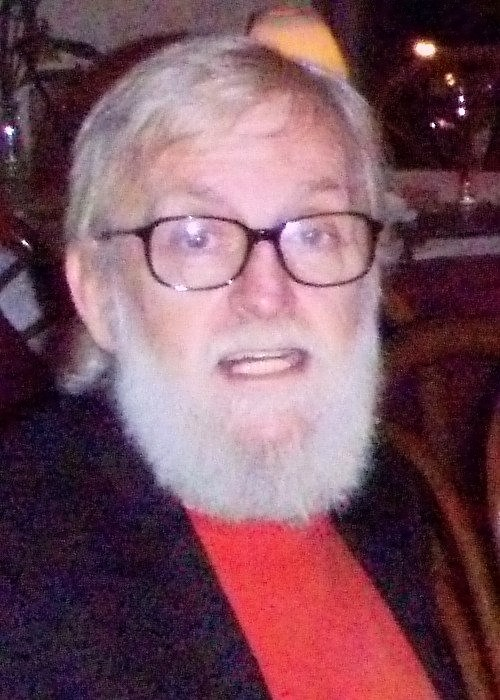
Le scénariste Dan O'Bannon en 2008.

Après avoir réalisé les films Les Sentiers de la gloire en 1957 et Docteur Folamour ou : comment j'ai appris à ne plus m'en faire et à aimer la bombe en 1964, le réalisateur Stanley Kubrick dévoile son film culte : 2001, l'Odysée de l'espace, qui sort en 1968. Ce dernier film marque une grosse différence et un tournant pour le réalisateur Ridley Scott et ses goûts en matière de cinéma, réputé à l'époque pour être l'un des plus grands réalisateurs de publicités. Plus ou moins fan du genre de la science-fiction depuis son enfance, notamment après avoir vu plusieurs films ainsi que des séries B dans ce style qu'il trouve mauvais à cause de « leur piètre production », il tombe sur le cinéma Casino Cinerama qui diffuse le dernier film de Kubrick lors d'un après-midi du mois de mai 1968 à Old Compton Street, à Londres. Dès les vingt premières minutes du film, Ridley Scott est impressionné par le film de Kubrick qui le réconcilie avec le genre de la science-fiction et nourrira plus tard son ambition secrète de réaliser un long-métrage : « Pour le coup, j'y ai cru. Kubrick est le premier qui a réussi à me convaincre. 2001, ce n'était plus seulement de la science fiction, ça dépassait le genre pour créer la réalité. Quelle merveilleuse transition ! Stanley est le meilleur. En voyant le film, j'ai pensé : « La vache ! Tout est si réel, si logique, si malin et si... magique. Bon d'accord, la science fiction est acceptable. » Ce film m'a libéré d'un préjugé. ».
Sur la côte ouest des États-Unis, Dan O'Bannon (de son vrai nom Daniel Thomas O'Bannon) écrit, réalise et joue un rôle dans son court-métrage, The Attack of the Fifty Foot Chicken, à l'âge de 19 ans. Après être allé à l'université Washington à Saint-Louis dans le Missouri puis le MacMurray College à Jacksonville, il intègre l'USC (université de la Californie du Sud). O'Bannon rencontre en septembre 1970 un autre étudiant qui devient son ami et partenaire de travail, un certain John Carpenter. Avec George Lucas qui avait réalisé en 1967 le court-métrage THX 1138 : 4EB/Electonic Labyrinth, alors qu'il était également étudiant sur le même campus universitaire, et qui l'adapte en long-métrage, le projet commun de O'Bannon et Carpenter est de percer au cinéma en suivant l'exemple de George Lucas. Comme pour Ridley Scott, les deux réalisateurs ont aussi vu 2001, l'Odyssée de l'espace mais veulent réaliser un « anti-2001 ». Dans cette envie, ils écrivent le script d'un nouveau court-métrage qui s'intitule The Electric Dutchman, tourné en format 16 mm et d'une durée de vingt minutes en noir et blanc avec un budget de 1000 dollars, avant de le renommer Dark Star. L'œuvre passe ensuite de l'état de court-métrage à un moyen métrage de cinquante minutes environ et en format couleur sur une production qui dure au total plus de trois ans avant que Carpenter ne le transforme en un véritable film au format 35 mm. Une fois les dernières retouches scénaristiques réalisées, le produit est vendu à la société de distribution Bryanston puis dévoilé au Filmex, un festival de Los Angeles, dans un accueil enthousiaste de la part des cinéphiles en 1974 avant de recevoir une sortie en salles début 1975. Le film met notamment en scène dans son récit un « alien de compagnie », créé à partir d'un ballon de plage autour de quatre membres d'équipage. Cette expérience laisse l'envie à Dan O'Bannon  de « créer un alien qui fasse « vrai » »,,.
Plusieurs années après, Dan O'Bannon décide de commencer à travailler sur une histoire davantage tournée vers l'horreur et très similaire au scénario de Dark Star. Il déclare : « Je savais que je voulais faire un film d'horreur sur un vaisseau spatial avec un petit nombre d'astronautes » pour ensuite définir Dark Star comme « un film d'horreur et non une comédie ».
Entre-temps, le producteur et scénariste Ronald Shusett développe une première version de ce qui deviendra plus tard le film Total Recall,. Il est impressionné par Dark Star et décide de collaborer avec Dan O'Bannon  sur leurs projets respectifs. Ils choisissent en premier lieu de travailler sur le brouillon de Dan O'Bannon, dont ils estiment moins élevés les coûts de production,.
O'Bannon écrit 29 pages du script nommé Memory, contenant ce qui deviendra les images d'ouverture d'Alien : l'intrigue tourne autour d'un équipage à bord d'un vaisseau spatial qui sort de son hyper-sommeil lorsqu'il reçoit une mystérieuse transmission. Le vaisseau finit par se poser sur une planète, tombe en panne à la surface de celle-ci et récupère à son bord un alien,,. Il n'avait pas encore une idée claire de ce que serait l'antagoniste alien de l'histoire.
O'Bannon accepte bientôt une proposition pour travailler sur l'adaptation au cinéma du roman de science-fiction Dune de Alejandro Jodorowsky, un projet qui le pousse à partir à Paris pour 6 mois,. Bien que le projet échoue finalement, Jodorowsky introduit O'Bannon à des artistes tels que Chris Foss, Hans Ruedi Giger et Jean Giraud, dont le travail donnera des idées à O'Bannon pour son scénario. Il est d'ailleurs séduit par les dessins de Giger qui inspireront largement l'aspect final de la créature dans Alien.
Après l'échec de l'adaptation de Dune, O'Bannon retourne à Los Angeles. Il est dans une situation délicate : vivant de moyens très modestes et psychologiquement désespéré, il est accueilli par son ami Shusett ou ils relancent le script de Memory. Shusett rappelle une autre idée à O'Bannon pour l'aider à avancer dans le script : celle de l'équipage d'un bombardier B-17 harcelé par des gremlins au cours d'un vol de nuit au-dessus de Tokyo,,. Il lui suggère de mélanger ces deux histoires. En écrivant le scénario, O'Bannon s'inspire de plusieurs réalisations antérieures dans le domaine de l'horreur et de la science-fiction. Pour expliquer l'arrivée de l'alien à bord du vaisseau, c'est Shusett qui trouve l'idée qu'un membre de l'équipage est « fécondé » pour ensuite voir l'alien s'extirper du corps de sa victime,.
« Je n'avais plus du tout le moral. Ça s'est très mal passé après Dark Star. Quand j'ai écrit Alien, j'étais au plus bas. Il fallait que je trouve un moyen de sortir de ce pétrin. J'étais bien décidé à écrire un script que quelqu'un m'achèterait. »
— Propos de Dan O'Bannon au sujet du chantier d’Alien, d'après un dialogue avec Michael Tolkin en 1983.
L'écriture du script est terminée trois mois plus tard alors que le titre du projet passe de Memory à Star Beast mais Dan O'Bannon  n'apprécie guère ce changement et préfère le renommer : le projet s'intitule désormais Alien. Cette idée est venue dans la tête de O'Bannon après avoir remarqué l'apparition de ce mot à plusieurs reprises dans le scénario. Shusett donne également son aval au nouveau titre : les deux amis apprécient sa simplicité et le fait qu'il ait une double signification, comme nom et comme adjectif,,.
La moitié de l'intrigue mise en place, O'Bannon et Shusett présentent leur script à plusieurs studios, le décrivant comme « Les Dents de la mer dans l'espace ». Ils sont sur le point de signer un accord avec New World Pictures, le studio de Roger Corman, spécialisé dans les petites productions lorsqu'un ami, le directeur de production Mark Haggard, demande à lire leur script, qu'il adore. Il leur propose de trouver une meilleure offre et transmet le scénario au réalisateur et scénariste Walter Hill. Par chance, ce dernier vient de créer avec le producteur Gordon Carroll et le scénariste David Giler, une société de production, la Brandywine Productions, qui a des liens avec la 20th Century Fox,. Ces derniers recherchent activement des projets à développer dans le cadre de leur contrat d'exclusivité avec la Fox. Walter Hill n'aime pas forcément la science-fiction, mais une des scènes du script retient son attention : celle ou l'alien jaillit du corps de sa victime, Kane. Pour lui, cette scène a un remarquable potentiel.
O'Bannon et Shusett décident de signer un accord avec Brandywine, mais Hill et Giler, non satisfaits du script, décident de le remanier et procèdent à plusieurs changements,. Ils ajoutent le chat Jones et changent certains personnages. Giler explique qu'ils ont « étoffé le scénario ». De ce fait, de vives tensions apparaissent entre eux et O'Bannon et Shusett, car Hill et Giler avaient très peu d'expérience de la science-fiction ; Ronald Shusett proclame qu'« ils n'étaient pas assez bons pour rendre le scénario meilleur, ou alors, ne pas le rendre encore pire. » A cette période, Dan O'Bannon pense que Hill et Giler tentent de retirer le nom d'O'Bannon du script pour prétendre que le travail de ce dernier et Shusett est en fait le leur. Hill et Giler ajoutent quelques éléments substantiels à l'histoire, notamment le personnage androïde d'Ash, qui selon O'Bannon est une intrigue secondaire inutile mais que Shusett décrit plus tard comme « l'une des meilleures choses du film... Cette idée et cette partie du scénario étaient les leurs ».
Hill et Giler passent au total par huit ébauches du script, se concentrant en grande partie sur la sous-intrigue d'Ash, mais aussi en rendant le dialogue plus naturel et en ajustant certaines séquences sur le planétoïde extraterrestre. Bien que le script final soit écrit par Hill et Giler, la Writers Guild of America a attribué à Dan O'Bannon le crédit exclusif de scénariste.

### Développement

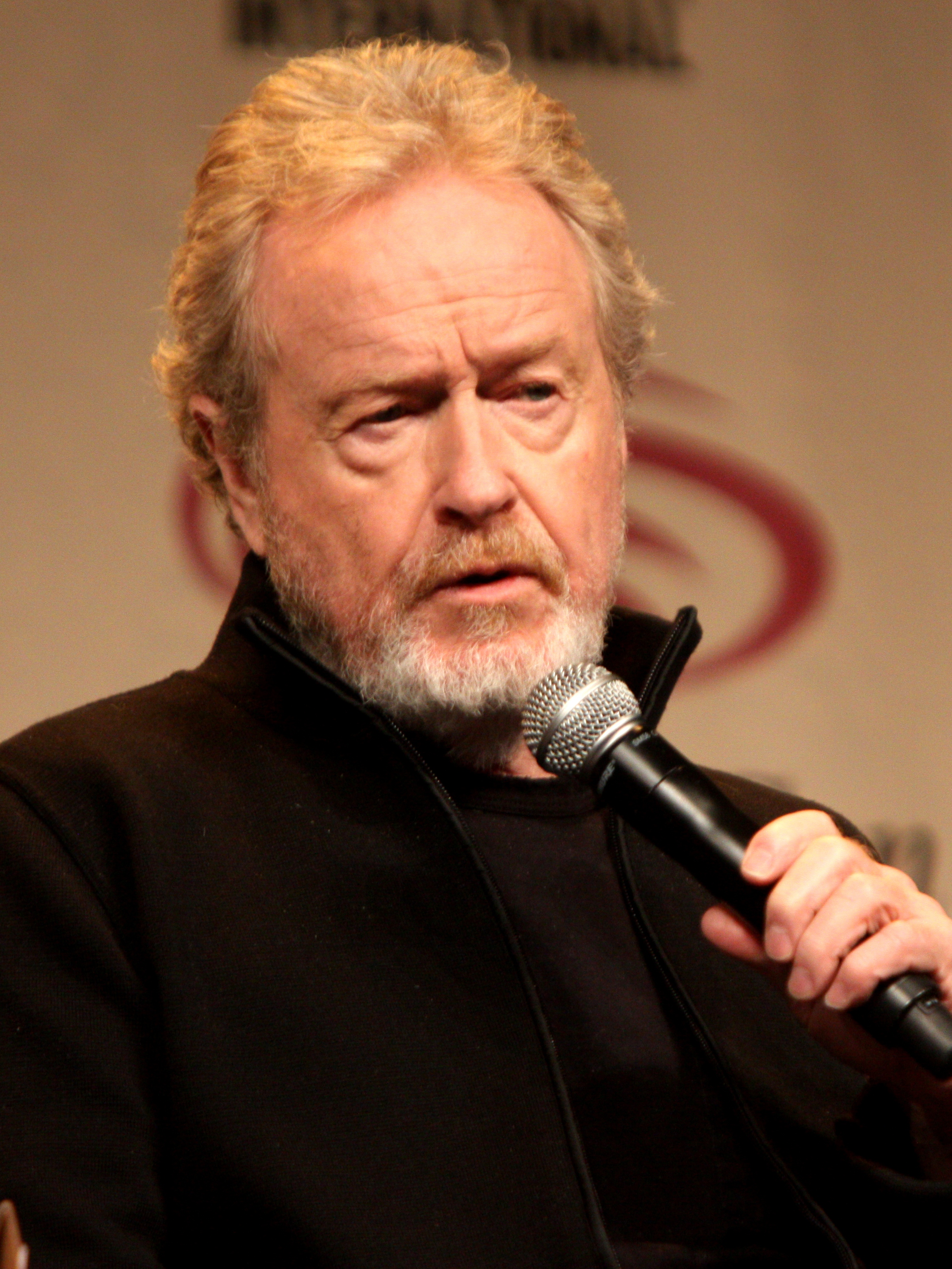
Le réalisateur Ridley Scott en 2012.

Dan O'Bannon pense lui-même à réaliser le film, que Shusett compte produire avec des fonds indépendants. Mais ils ont besoin de visuels pour convaincre les investisseurs. O'Bannon demande à son vieil ami Ron Cobb, désormais célèbre illustrateur et dessinateur politique du LA Free Press, de lui fournir quelques dessins en couleur. Cobb s’exécute et lui livre ses œuvres de façon rapide, car incapable de savoir si le film allait intéresser le public. Il réalise ses croquis en marge des autres projets sur lesquels il travaille, excité à l'idée de voir ce que donnerait le projet visuellement.
En mars 1977, dans un bureau situé dans un vieux bâtiment de la Fox dédié aux répétitions, O'Bannon attaque la partie conceptuelle du film en embauchant d'abord Ron Cobb, puis Chris Foss, un illustrateur britannique réputé pour ses couvertures de romans de science-fiction et de fantasy. Selon Chris Foss, Dan O'Bannon l'engage pour concevoir le Nostromo. Il engage également l'artiste suisse Hans Ruedi Giger pour s'occuper de la créature : « Dan aurait dû être chef décorateur. Il avait une idée très précise de ce qu'il voulait. Sous sa houlette, on a commencé à explorer l'aspect visuel du film. » se souvient Ron Cobb.
Il s'ensuit cinq mois de recherches artistiques. Ron Cobb et Chris Foss produisent concept sur concept pour l'alien, le vaisseau spatial (baptisé Snark puis renommé Léviathan pour enfin choisir Nostromo), la planète sur laquelle atterrit le vaisseau et le second vaisseau abandonné que l'équipage du Nostromo y découvre,. Il faut à peu près une semaine ou deux pour permettre à Ron Cobb de produire un concept tandis que Chris Foss termine un dessin tous les deux jours. Ce dernier travaille en particulier sur l'atmosphère et rajoute beaucoup de détails. Dan O'Bannon souhaite que Ron Cobb dessine l'intérieur du Nostromo et que Chris Foss s'attelle à l'extérieur de l'engin. Le duo travaille finalement ensemble sur des extérieurs du vaisseau, mais Cobb reconnait que l'inspiration vient plus facilement à Chris Foss.
Les mois passent et la diversité ainsi que l'originalité des dessins très élaborés de Foss commencent à poser problème. Les décideurs trouvent les concepts de Chris Foss trop originaux. « Personne n’arrivait à choisir la direction à suivre visuellement » selon Ron Cobb.
« L'écriture était si dynamique et si évocatrice que j'ai eu envie d'en faire mon prochain projet. Il m'offrait aussi la possibilité de faire un film de science-fiction avec une sensibilité proche de Métal hurlant. Ça n'avait encore jamais été tenté. »
— Propos de Ridley Scott sur la raison pour laquelle il accepta de réaliser Alien.
Malgré les réécritures du script, la 20th Century Fox ne se montre pas très enthousiaste à l'idée de financer un film tourné vers la science-fiction. Mais après la sortie de La Guerre des étoiles (Star Wars) en 1977 et surtout de l'immense succès qui en découle, l'intérêt du studio pour ce genre cinématographique augmente considérablement. Gordon Carroll relate que « lorsque Star Wars est sorti et est devenu le succès que l'on connait aujourd'hui, soudainement, la science-fiction est devenue le genre à la mode. » O'Bannon rappelle que les studios voulaient surfer sur le succès de La Guerre des étoiles très rapidement et qu'à cette période, le seul script avec pour sujet l'espace et un vaisseau spatial sur leur bureau est celui d'Alien.
La 20th Century Fox donne son feu-vert pour le développement d’Alien, avec un budget initial de 4,2 millions de dollars,. Le film est financé par des Nord-Américains, mais développé par la filiale de production britannique de 20th Century Fox. O'Bannon songe aussitôt à lui-même pour réaliser le film mais la Fox pense à Walter Hill,. Ce dernier décline la proposition en raison d'autres engagements cinématographiques et estimant qu'il n'a pas le talent nécessaire pour les effets spéciaux, ce qui le rend mal à l'aise. L'équipe de production négocie alors avec plusieurs réalisateurs célèbres comme Robert Aldrich, Peter Yates et Jack Clayton, mais elle se heurte à leur manque de motivation pour réaliser un « film de monstres » qui n'est pas en accord avec la vision sérieuse et grandiose qu'en ont Dan O'Bannon, Ronald Shusett et l'équipe de la Brandywine,. Ils craignent que ces réalisateurs prennent l'œuvre pour un simple film de série B de monstres,.

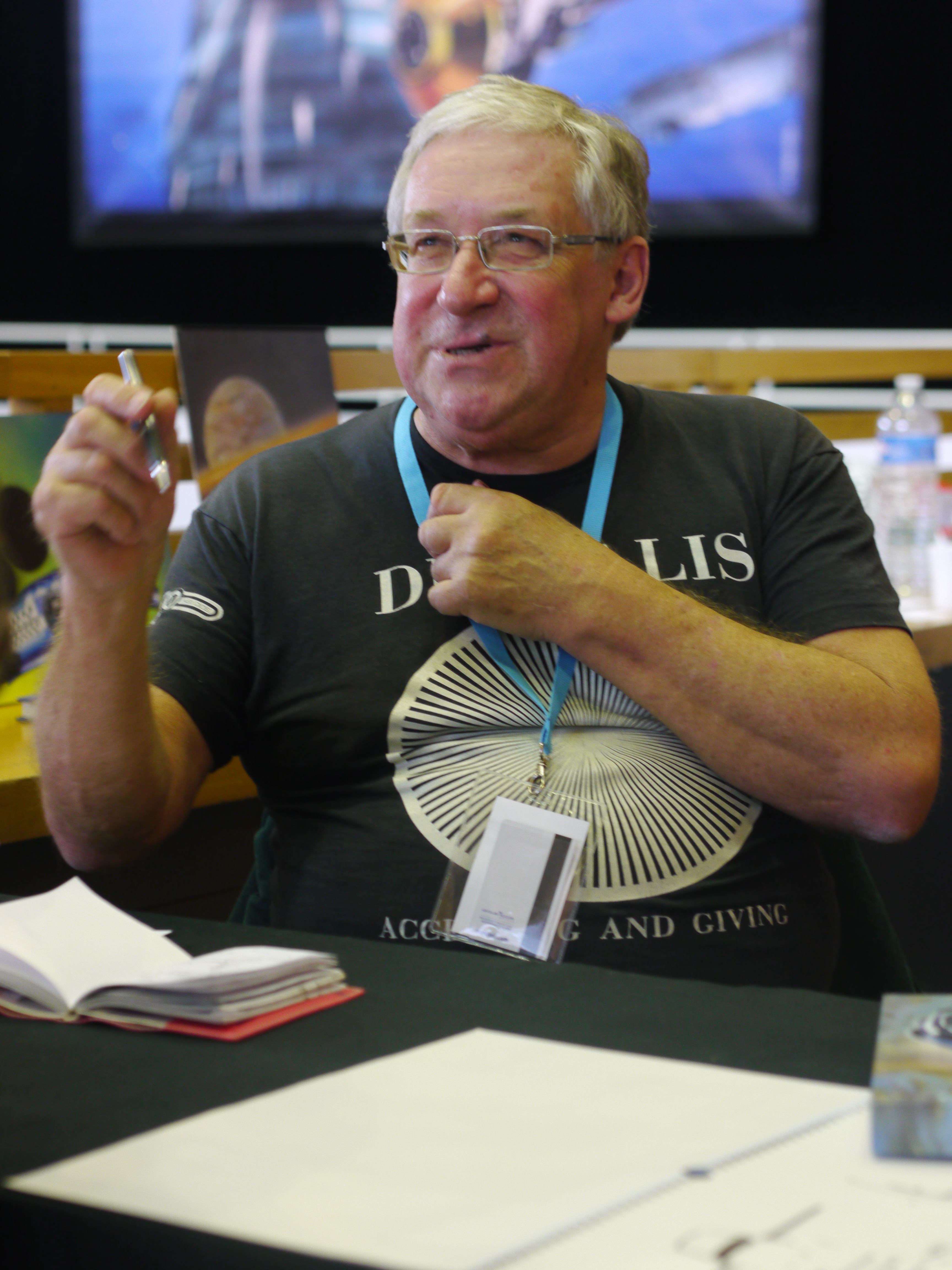
L'illustrateur Chris Foss en 2014.

David Giler, Hill et Carroll se tournent vers Ridley Scott, dont le travail sur Les Duellistes les a impressionnés. À cette époque, Scott est un réalisateur débutant, diplômé du Royal College of Art de Londres. Ils font une offre à Scott qui l'accepte très vite,. Pourtant, ce dernier n'est pas adepte de science-fiction avant de signer pour la réalisation du film, en dehors de 2001, l'Odyssée de l'espace et Dark Star, qu'il trouve d'ailleurs très drôle. D'ailleurs, Ridley Scott avait déjà lu le script d'Alien quelques mois plus tôt mais l'avait refusé malgré l'intérêt qu'il porte au scénario : « C'était si simple, si linéaire, d'une pureté absolue. » C'est en allant voir La Guerre des étoiles à trois reprises lors de la semaine de sortie du long-métrage qu'il découvre tout à coup le potentiel cinématographique de la science-fiction. L'œuvre du dessinateur Mœbius, alias Jean Giraud, également connu pour être l'un des pionniers du magazine français de bande dessinée Métal hurlant, donne également envie à Scott de s’intéresser au genre.
Scott arrive à Hollywood et assiste à une réunion avec O'Bannon et Carroll dans laquelle il affirme ne rien vouloir changer au scénario, ayant une idée concrète du chemin qu'il veut prendre pour réaliser le film. Ridley Scott envisage toutefois que l'équipage développe des relations gay ou lesbiennes à la suite d'une promiscuité en huis clos s'étendant sur une longue période de temps passé dans l'espace. Il a déclaré que s'il avait à refaire le film aujourd'hui, c'est une direction qu'il développerait. Le réalisateur crée des storyboards détaillés pour le film dès son retour à Londres, sur une période de trois semaines. Ces derniers impressionnent suffisamment la 20th Century Fox pour que cette dernière double le budget du film,,. Ses storyboards comprennent des concepts pour le vaisseau spatial et les combinaisons spatiales, s'inspirant de films tels que 2001, l'Odyssée de l'espace et Star Wars. Cependant, il tient à mettre l'accent sur l'horreur dans Alien plutôt que sur la fantaisie, décrivant le film comme le « Massacre à la tronçonneuse de la science-fiction »,.
La production déménage ensuite de Los Angeles aux studios de Shepperton en Angleterre. Michael Seymour, chef décorateur, qui vient par ailleurs de travailler deux ans avec Ridley Scott sur divers publicités, y installe son atelier et fait notamment appel aux directeurs artistiques Roger Christian et Leslie Dilley pour superviser la construction des décors. Jean Giraud est recruté pour concevoir les uniformes et les combinaisons spatiales. Cobb se retrouve lui aussi en Angleterre mais Foss quitte finalement le projet peu après l'arrivée de Ridley Scott. Cobb, qui se décrit comme un ingénieur frustré, restera jusqu'à la fin du tournage. Il fournit des schémas et des plans détaillés et participe à la conception de nombreux éléments, dont les couloirs, le pont, la signalisation sur les murs, l'Hélit-jet, le véhicule d'exploration, les insignes de l'équipage et la boîte de transport de Jones le chat.

### Premiers dessins: croquis et concept
« Si on fait ce film, j'ai vu notre monstre dans les pages de son livre [de Giger]. Pour moi, il avait conçu une créature vraiment effrayante, ce qui est extrêmement difficile. Alien est devenu le monstre le plus terrifiant après le requin de Steven [Spielberg, Les Dents de la mer]. C'est très dur de faire mieux. »
— Propos de Ridley Scott au sujet de son engouement pour le livre de Giger, Necronom IV, et la création de l'alien.
Alors que le début du tournage approche à grands pas, la priorité de Ridley Scott est de déterminer l'apparence de l'alien.
Dan O'Bannon, Ron Cobb et Chris Foss s'attellent à la tâche et fournissent quelques croquis mais aucune de leur proposition ne reçoit l'aval des producteurs. Gordon Carroll juge les premiers croquis de Hans Ruedi Giger trop perturbants et le licencie. Mais O'Bannon s'oppose à cette décision car, pour lui, Giger est l'homme qui leur faut. Selon lui, les essais de l'artiste suisse sont effrayants mais aussi d'une originalité incroyable. Pour O'Bannon, si Giger est convaincu de créer un monstre pour le cinéma, il imaginerait une créature à nulle autre pareille.
O'Bannon montre à Ridley Scott un exemplaire du Necronomicon, le livre d'art de Giger. Scott s’intéresse particulièrement à un tableau intitulé Necronom IV de 1976 qui a pour sujet l'une des créatures biomécaniques chères à l'artiste dont l'apparence est considérée comme « bizarrement érotique » en raison de sa tête en forme de phallus.
Selon Giger, l'équipe artistique décide de faire de l'alien une créature très élégante, rapide et insectoïde. Il analyse que dans la majorité des films d'horreur, le monstre n'est pas du tout crédible, voire ridicule, et que sa première apparition scelle le sort du film. L'idée de Ridley Scott est de dévoiler la créature petit à petit pour ne pas tout montrer à sa première apparition.
Giger désire rester en Suisse mais, la production étant désormais en Angleterre, celle-ci finit par l'installer dans un atelier dans un coin des studios. Ridley Scott en personne fait un voyage à Zurich pour lui expliquer sa vision du travail à venir et le convaincre de venir à Londres. Au total, Giger passe près de sept mois à Shepperton le temps de concevoir et de fabriquer l'alien à taille réelle mais aussi les décors de la planète ainsi que l'extérieur et l'intérieur du vaisseau en forme de croissant, surnommé « l'Épave », découvert par l'équipage du Nostromo. Il s'occupe également du Space Jockey, le pilote fossilisé qui se trouve à l'intérieur.
Carlo Rambaldi est recruté pour construire la tête et la langue mécanisées de l'alien adulte tandis que le maquettiste Roger Dicken participe à la création des « petits » aliens : le facehugger. C'est celui-ci qui s'accroche au visage du personnage de Kane. Il crée également le chestburster qui jaillit de la poitrine de ce même personnage plus tard dans le film.

### Attribution des rôles
Des annonces de casting et des auditions ont ensuite lieu à New York et à Londres. Avec uniquement sept ou huit rôles à distribuer, Ridley Scott souhaite tout d'abord avoir à ses côtés de très bons acteurs avec une carrière déjà établie, afin de se concentrer sur l'aspect visuel du film. Il recrute Mary Selway, qui avait déjà travaillé avec Scott pour Les Duellistes, dans l'intention qu'elle s'occupe du casting au Royaume-Uni tandis que Mary Goldberg s'occupe du casting aux États-Unis,.
Lors du développement du scénario, Dan O'Bannon se concentre sur l'alien en premier lieu, ce qui retarde le développement des personnages principaux. Le scénario est initialement écrit exclusivement pour des hommes, mais au cas où la production souhaiterait que le film soit plus commercial, les scénaristes précisent que l'équipage du vaisseau serait « unisexe » ; les rôles « interchangeables » entre hommes ou femmes,. Cela permet à Scott, Selway et Goldberg d'interpréter les personnages à leur guise et de démarrer les auditions en conséquence. Ils veulent que l'équipage du Nostromo ressemble à des astronautes travaillant dans un environnement réaliste, un concept résumé comme étant « des camionneurs dans l'espace »,. Selon Scott, ce concept s’inspire en partie de Star Wars, épisode IV : Un nouvel espoir, qui s’écarte de l’avenir immaculé souvent décrit dans les films de science-fiction de l’époque.
Le casting pour Alien est cependant très différent car il ne nécessite pas d'acteurs de genre. Le scénario demande toutefois que les rôles soient vivants et clairement définis puisqu'il s'agit essentiellement d'un huis clos avec peu de personnages.

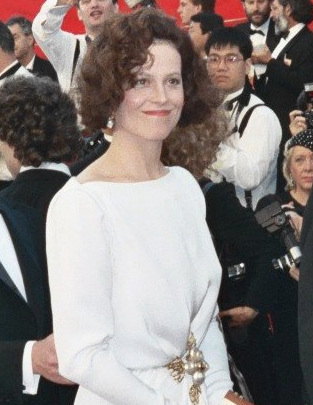
Sigourney Weaver, l'interprète le rôle de Ripley, lors de la cérémonie des Oscars 1989.

Les scénaristes n'ont pourtant jamais considéré faire du personnage principal d'Ellen Ripley une femme, chose jamais vue dans un film d'horreur et de science-fiction jusqu'à ce que David Giler le propose, estimant que ça rendrait le personnage plus intéressant. La production accepte, souhaitant jouer sur cette originalité. L'actrice Meryl Streep est approchée pour interpréter le rôle de Ripley. À l'époque, Sigourney Weaver est une actrice de théâtre montante à Broadway. Elle reçoit le scénario et est initialement dubitative, puisqu'elle a en tête une vision cliché de film de monstre coloré. Finalement, elle est convaincue par son agent de passer une audition à New York et, en la voyant, Ridley Scott est immédiatement séduit par sa haute carrure et son caractère. Comme elle est la dernière auditionnée, elle fait son audition directement dans les scènes en construction. D'abord pressentie pour le rôle de Lambert, Ridley Scott l'encourage à passer le casting pour le rôle de Ripley. Les producteurs montrent les essais de Weaver à leur secrétariat féminin, pour avoir une opinion féminine sur sa performance et, devant la réaction positive de celle-ci, ils décident de la choisir pour le rôle.

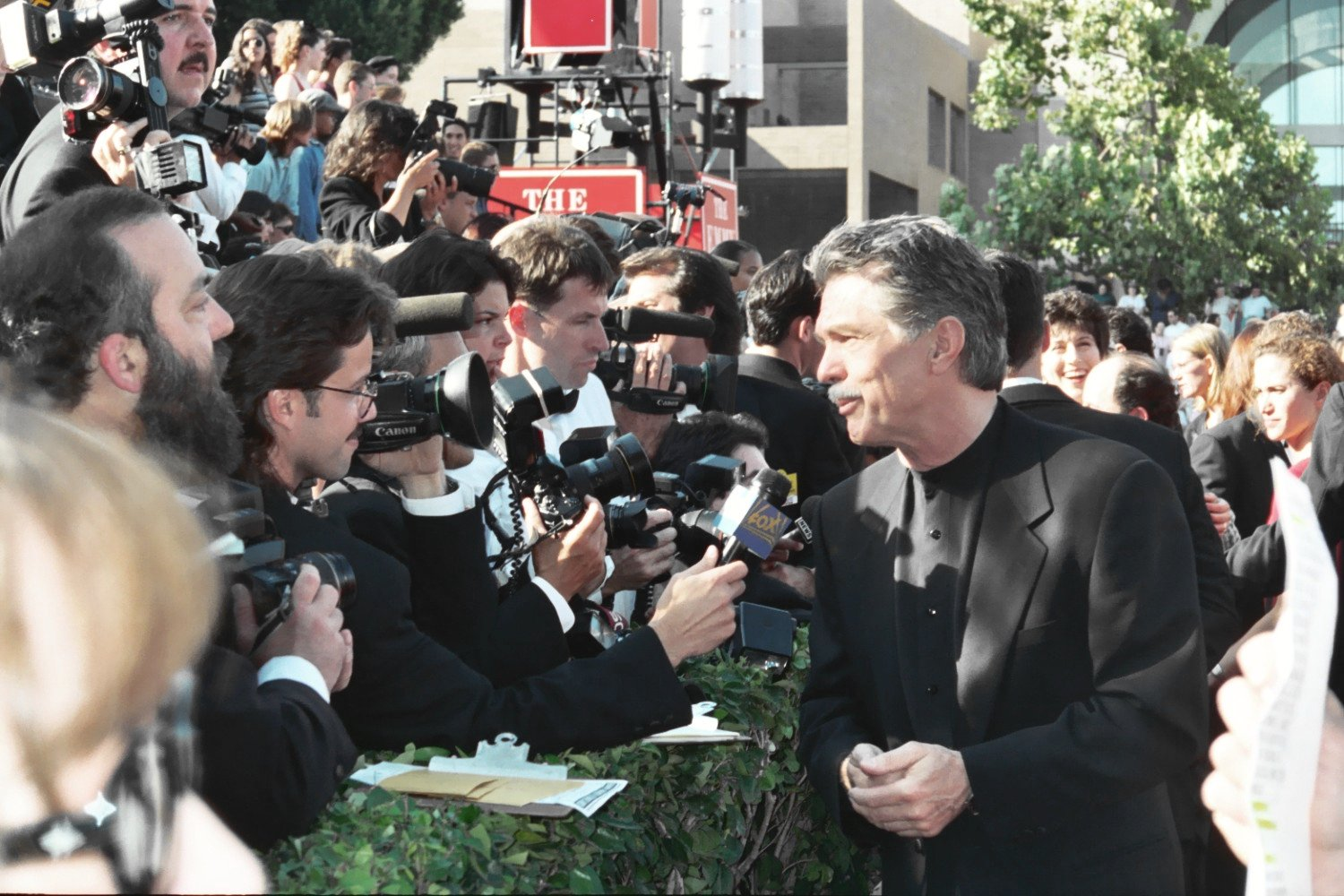
Tom Skerritt, ici aux Emmy Awards en 1994, interprète le rôle de Dallas.

Dès les premières phases du projet, l'acteur Tom Skerritt est intéressé mais estime que le film doit avoir une écriture et un budget suffisants pour que la vision d'un tel projet soit réalisée,. Lorsqu'il apprend que Ridley Scott le réalise avec un budget adéquat et un scénario de qualité, il est immédiatement convaincu et est choisi pour le rôle du Capitaine Dallas. À l'époque, Skerritt est l'acteur le plus connu du film. À mi-chemin de la production, il approche Ronald Shusett et lui demande s'il peut échanger son salaire contre un demi-point de pourcentage des recettes du film,.
L'actrice pour interpréter le rôle de Lambert est plus difficile à trouver. Dans le scénario original, le personnage possède un registre humoristique, ce qui intéresse beaucoup Sigourney Weaver dans un premier temps. Mais le scénario est modifié pour rendre le personnage plus sévère et sans humour. Veronica Cartwright, de son côté, exprime son intérêt pour le rôle de Ripley et est auditionnée à Los Angeles. L'équipe de casting est impressionnée par son intensité et son physique peu conventionnel ; elle est finalement choisie pour jouer Lambert. Elle n'est toutefois pas mise au courant avant les essayages des costumes. Lorsqu'elle apprend avec son agent qu'elle remporte le rôle, ils pensent directement à celui de Ripley mais il n'en est rien. Cartwright est finalement choisie pour le rôle de Lambert, à sa grande surprise. Elle est au départ agacée de devoir jouer le rôle d'une femme faible, constamment en pleurs, mais la production la convainc en lui expliquant que Lambert représente le public, notamment sa frayeur,. Cartwright est une ancienne enfant star et a surtout joué pour la télévision. Elle est notamment apparue dans le film Les Oiseaux (1963) d'Alfred Hitchcock et L'Invasion des profanateurs (1978) de Philip Kaufman.
Harry Dean Stanton est à l'époque connu pour être un acteur prolifique au cinéma et à la télévision. Lorsqu'il auditionne pour le rôle de Brett, il dit à Ridley Scott qu'il n'est pas fan de films de science-fiction ou d'horreur ; ce à quoi Scott répond qu'il ne l'est pas non plus, lui résumant qu’Alien serait un thriller proche du film Dix Petits Nègres (1974). Après la sortie du film, Stanton est satisfait du rendu et avoue être reconnu grâce à ce film et Rose bonbon (1986).
Yaphet Kotto est célèbre pour avoir joué à l'époque dans la mini-série télévisée Racines, et surtout pour avoir incarné le principal de l'antagoniste dans Vivre et laisser mourir. Il se voit offrir le rôle de Parker en même temps plusieurs offres lucratives de deux autres productions. Bien que son agent lui conseille de refuser Alien parce que son salaire n'est pas spécifié, Kotto accepte le rôle. Kotto est aussi choisi en partie pour ajouter de la diversité à la distribution et donner à l'équipe de Nostromo une saveur internationale.

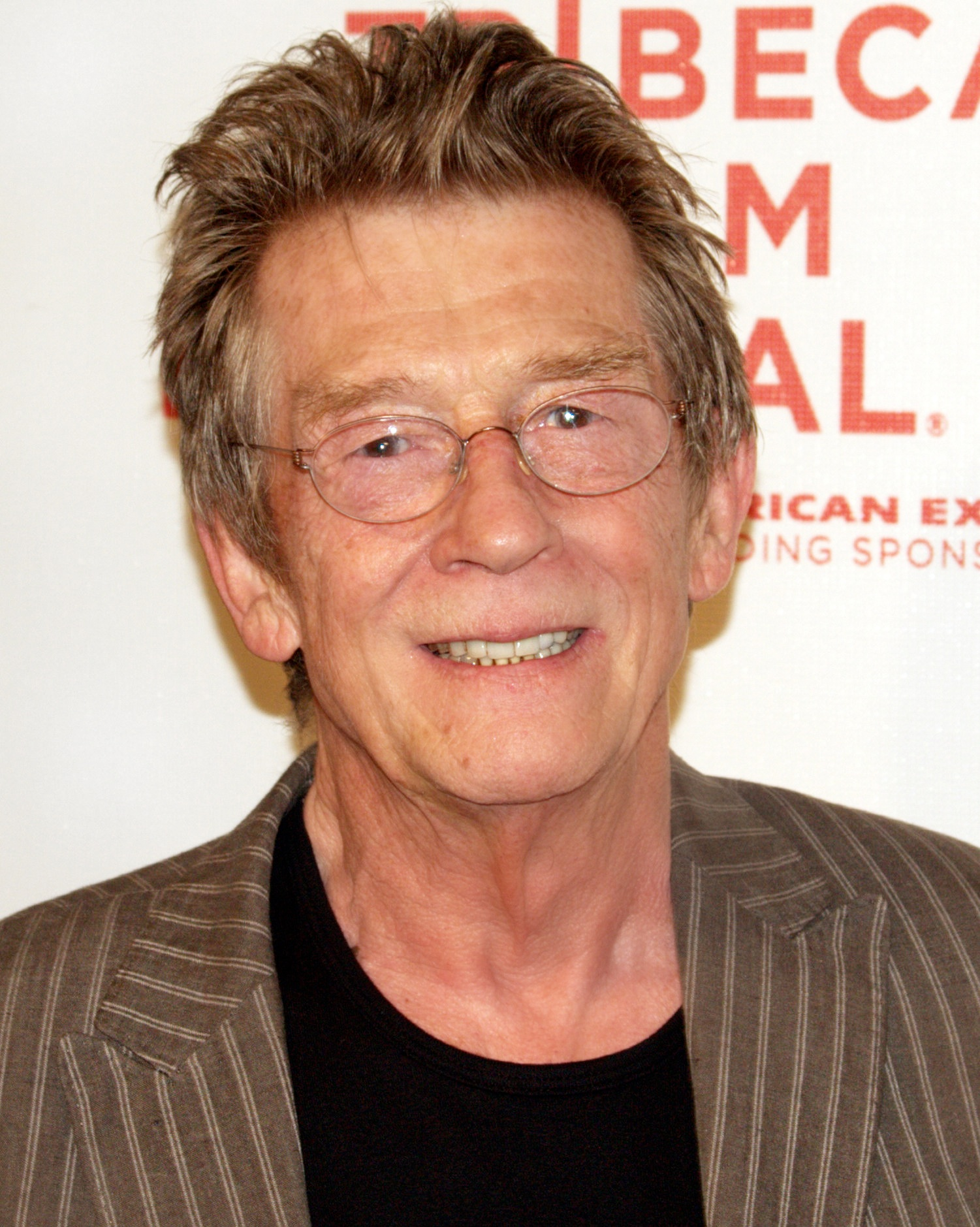
John Hurt, l'interprète de Kane, ici au Festival du film de Tribeca en 2009 pour l'avant-première du film An Englishman in New York.

John Hurt est d'abord approché pour jouer le rôle de Kane. Toutefois il est déjà engagé dans un autre projet, ainsi son rôle est proposé à Jon Finch qui avait impressionné Ridley Scott par sa performance dans Macbeth de Roman Polanski. Toutefois, au premier jour de tournage, Finch est victime d'une crise de diabète et quitte le plateau. Scott retrouve alors John Hurt, qui est désormais disponible et le convainc en une soirée d'accepter le rôle. Hurt commence le tournage le lendemain matin.
Ian Holm est lui surtout connu pour des rôles au théâtre, et est choisi pour jouer le rôle de l'androïde Ash (en), qui ne ressemble à aucun rôle qu'il ait joué auparavant. À l'époque du tournage d'Alien, Ian Holm est déjà apparu dans une vingtaine de films.
Bolaji Badejo, qui incarne l'alien, est un jeune étudiant africain des beaux-arts, très grand et très beau, selon Sigourney Weaver, lorsque ce dernier est découvert dans un pub près de Shepperton pour la scène finale du film. Mesurant 2,08 m et possédant un corps élancé, Badejo est selon Ridley Scott l'homme qui peut représenter l'alien et donner cette impression que ses bras et ses jambes sont trop longs pour être réels, créant l'illusion qu'un être humain ne peut pas être à l'intérieur du costume,,. Les cascadeurs Eddie Powell et Roy Scammell jouent aussi sous le costume de l'alien, à l'occasion de certaines scènes,.
Pour aider les acteurs à se préparer à leur rôle, Scott écrit plusieurs pages d’histoires pour chaque personnage, expliquant leur parcours,. Il filme plusieurs de leurs répétitions pour capturer leur spontanéité et leurs improvisations, et les tensions entre certains des acteurs, en particulier la moins expérimentée Sigourney Weaver. Cela se traduit de manière convaincante dans le film avec une tension entre les personnages.
Le critique Roger Ebert note que les acteurs d’Alien sont plus âgés que la majorité des autres acteurs dans les films à suspense de l'époque, ce qui a contribué à rendre les personnages plus convaincants : « Aucun d'eux n'était particulièrement jeune. Tom Skerritt avait 46 ans, John Hurt avait 39 ans mais semblait plus âgé, Holm avait 48 ans, Harry Dean Stanton avait 53 ans, Yaphet Kotto avait 42 ans, et seulement Veronica Cartwright à 30 ans et Sigourney Weaver à 29 ans étaient dans la tranche d'âge du thriller habituel. De nombreux films d'action récents ont vraisemblablement de jeunes acteurs pour interpréter des rôles clés ou des acolytes, mais en biaisant les anciens, Alien atteint une certaine texture sans même le souligner : ce ne sont pas des aventuriers, mais des travailleurs, engagés par une société pour rendre 20 millions de tonnes de minerai à la Terre ».
David McIntee, auteur de l'ouvrage Beautiful Monsters: The Unofficial and Unauthorized Guide to the Alien and Predator Films, affirme qu'une partie de l'efficacité du film à effrayer les téléspectateurs « vient du fait que le public peut s'identifier aux personnages... Tout le monde à bord du Nostromo est un « Joe » normal, travaillant tous les jours, comme le reste d'entre nous. Ils vivent et travaillent dans le futur ».

### Tournage
Le tournage d’Alien se déroule sur une période de quatorze semaines, entre le 5 juillet et le 21 octobre 1978. La plupart des scènes sont tournées aux studios de Shepperton, près de Londres. Les scènes avec des miniatures (notamment le vaisseau spatial) sont réalisées aux Bray Studios à Windsor,. Le calendrier de production est relativement court en raison du faible budget du film et de la pression de la 20th Century Fox pour terminer le projet à temps.

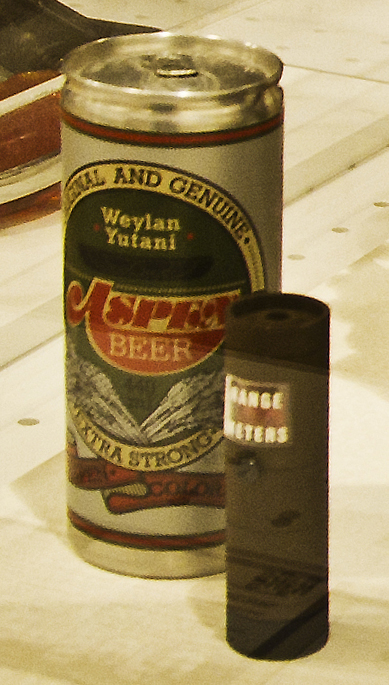
Répliques des canettes de bières « Aspen Beer » (Weyland-Yutani) en exposition à l'ExpoSYFY à San Sebastián. Ces bières sont notamment aperçues dans la scène du repas.

Une équipe de plus de 200 artisans et techniciens est nécessaire à la construction des trois plateaux de tournage principaux : la surface du planétoïde extraterrestre et les intérieurs du Nostromo et du vaisseau spatial abandonné. Tout d'abord, Ridley Scott envisage de filmer la surface de la planète en extérieur. Sa première idée est de tourner ces scènes en Turquie car ce pays regorge d'habitations en forme de pyramide, des structures colossales sur plusieurs centaines de kilomètres carrés. Mais en raison du budget, les scènes sont tournées en studio.
H.R. Giger a la tâche de concevoir un paysage extraterrestre désolé. Il élabore dans un premier temps une série de terrains accidentés sous forme de dessins.
Le directeur artistique Les Dilley créé des miniatures à l'échelle 1:2 de la surface du planétoïde et des vaisseaux spatiaux abandonnés sur la base des dessins de Giger en utilisant de l'argile, des os et des objets mécaniques. La maquette est ensuite transportée sur l'immense plateau H de Shepperton où, sous la houlette de Giger, Dilley et le responsable des maquettes Peter Voysey la transforment en décor en taille réelle à l'aide de plâtre, de tuyaux en plastique et de structures en bois recouvertes d'un grillage,. Des tonnes de sable, de plâtre, de fibres de verre, de roches et de graviers sont rapatriés dans le studio pour sculpter un paysage désertique pour la surface du planétoïde, ou les acteurs marchent avec leurs costumes de combinaison spatiale pour les besoins de certaines scènes.
Les combinaisons sont épaisses, encombrantes et doublées de nylon. Elles n'ont pas de systèmes de refroidissement, et au début, pas d'évacuation pour le CO2). Combinées à une vague de chaleur, ces conditions ont failli faire s'évanouir les acteurs; des infirmières étant sur place avec des réservoirs d'oxygène au cas où,.
Pour les scènes montrant l'extérieur du Nostromo, un train d'atterrissage de 58 pieds (soit 18 m) est construit pour donner une idée de la taille du vaisseau. Mais Ridley Scott n'est pas convaincu. Il a alors l'idée faire appel à ses deux fils et à celui de Derek Vanlint, le directeur de la photographie, pour remplacer les acteurs réguliers. Les enfants étant logiquement beaucoup plus petits que les acteurs, ils s'habillent avec les tenues de combinaisons d'astronautes pour tourner les scènes à leur place et donner l'impression que les décors sont beaucoup plus grands que ce qu'ils sont réellement,,. La même technique est utilisée lorsque les personnages rencontrent le Space Jockey dans le vaisseau spatial abandonné. Les enfants se sont presque effondrés à cause de la chaleur des combinaisons et des systèmes d'oxygène sont finalement ajoutés pour aider les acteurs à respirer,.
Quatre chats identiques ont été utilisés pour représenter Jones, l'animal de compagnie de l'équipage. La toute première fois que Sigourney Weaver tourne aux côtés du chat, elle a une réaction physique désagréable : sa peau la démange et elle est victime d’éruption cutanée. Elle est persuadée d'être allergique aux chats, mais son allergie est en fait due à la glycérine placée sur la peau des acteurs pour représenter la transpiration. Une fois la glycérine retirée, Weaver peut reprendre le tournage avec les chats,.
Pour augmenter la tension à l'écran entre Parker et Ripley, Ridley Scott demande à Kotto de contrarier Sigourney Weaver sur le plateau.
Dans le DVD de la version Director's cut, on apprend que l'acteur John Hurt, lorsqu'il se penche sur l'œuf, ignore qu'une créature va lui sauter au visage. De même, Ridley Scott a souhaité que les autres acteurs ne soient pas informés de ce qui allait se passer lors de la scène où l'Alien sort du corps de John Hurt (celui-ci savait bien-sûr ce qui allait se passer). Ainsi, Veronica Cartwright (Lambert) a réellement crié d'effroi lorsqu'elle a été aspergée de faux sang lors de la brutale éclosion de la créature.
Le tournage s'est révélé éprouvant pour toute l'équipe du film, soumise à un planning particulièrement serré et aux contraintes d'un budget réduit. Ainsi, Ridley Scott a un jour crevé un plafond d'un coup de poing, dans un excès de colère face aux visites de producteurs extérieurs au film.
Au départ, Alien devait se terminer sur la fuite de Ripley à bord de la navette Narcisse, et l'explosion du Nostromo. Cependant, Ridley Scott imagine un « quatrième acte » dans lequel l'Alien apparaît par surprise dans la navette, donnant sur un dernier affrontement avec Ripley. Il présente l'idée à la 20th Century Fox et négocie une augmentation du budget pour filmer la scène sur quelques jours supplémentaires,. Dans la première fin imaginée par Ridley Scott, le coup de harpon de Ripley ne fait rien au xénomorphe qui parvient à rester dans la capsule et décapite le personnage. Ensuite, Scott veut un gros plan sur les pattes de l’alien sur le tableau de bord. Ce dernier imite le Capitaine Dallas qui dit « Je démissionne »,. Les producteurs s'opposent à cette fin au profit de celle écrite par Dan O’Bannon et Walter Hill, préférant que l'alien meure à la fin du film,,.

#### Création duNostromo

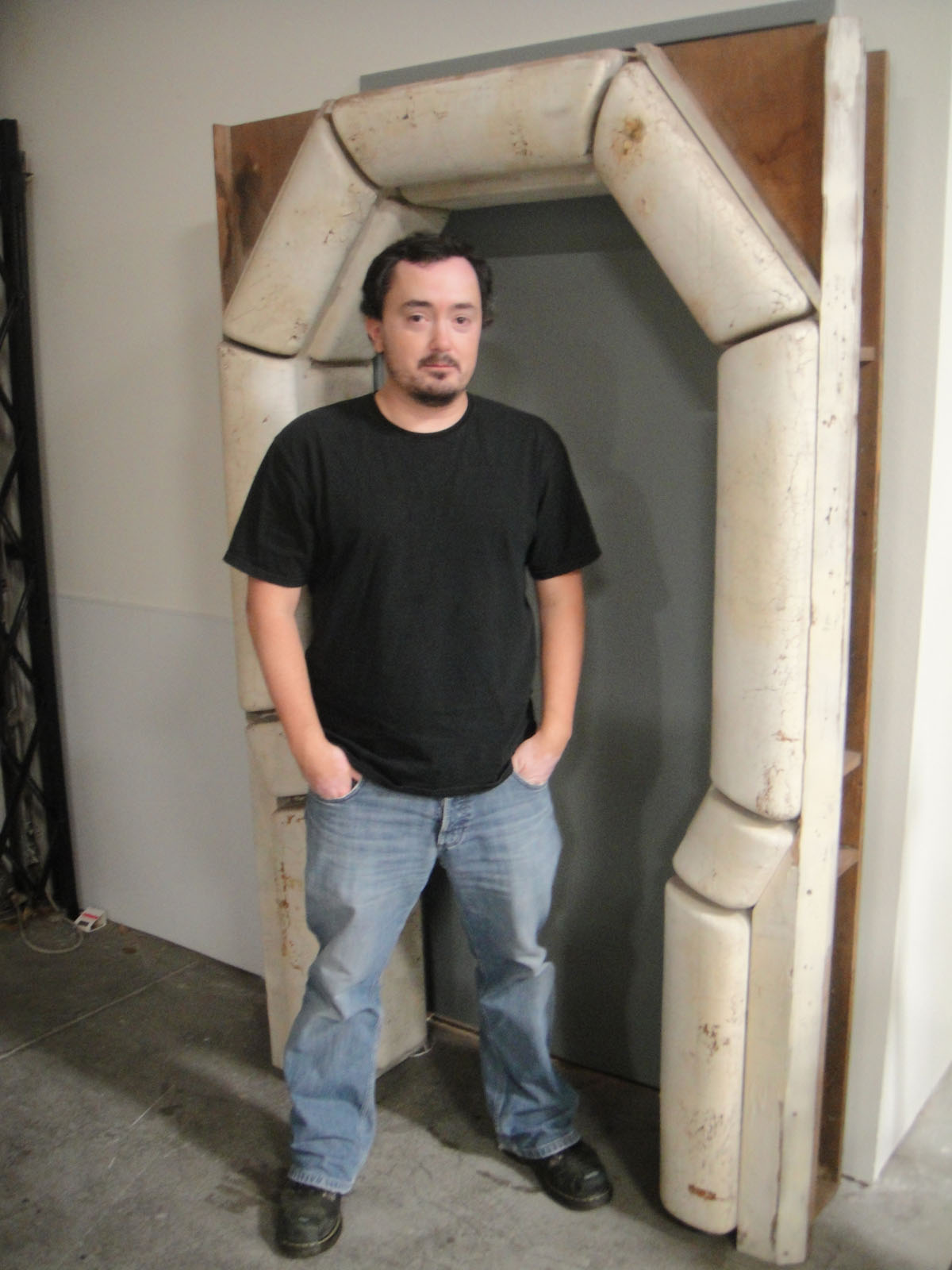
Un fan devant une représentation d'un sas du cargo spatial Nostromo lors de l'exposition The Prop Store of London à Los Angeles en 2011.

Influencé par le magazine Métal hurlant et le script qui décrit les personnages comme des « camionneurs de l'espace », Ridley Scott envisage pour Alien un « futur usé ». Le Nostromo et son équipage sont marqués par le temps, ce qui n'est pas sans rappeler le travail d'O'Bannon sur Dark Star. Selon lui, il est influencé par ses nombreux voyages pour ses publicités à bord de l'avion 747, où il remarque que les consignes sur les murs, écrites en plusieurs langues, devenaient de plus en plus sales à mesure que l'avion effectuait des trajets. Il applique cette même logique au Nostromo.
L'intérieur du Nostromo est construit par Michael Seymour sur des plateaux reliés les uns aux autres et accessibles par une seule porte, avec toutes les lumières intégrées dans les divers modules : « L'ensemble était un labyrinthe parfaitement fonctionnel. Les gens qui visitaient le plateau n'en revenaient pas, ils se retrouvaient au sein d'un monde autonome. Cela permettait aux acteurs de travailler dans un environnement réaliste. » L'équipe technique finit par enlever certaines sections pour faciliter les prises de vue mais, lorsque cela est possible, ils gardent les couloirs et les parois et tournent à l'intérieur.
Les décors des trois ponts du Nostromo ont chacun été créés presque entièrement en une seule pièce, chaque pont occupant une scène distincte. Lorsque les acteurs et les techniciens arrivent sur les lieux de tournage, ils entrent dans un bout du décor et doivent emprunter tous les couloirs et franchir tous les sas pour arriver jusqu'à la salle des commandes ajoutant au sentiment de claustrophobie et de réalisme du film,,.
Selon Cobb, Ridley Scott compte sur cet environnement et cette expérience pour que les acteurs aient l'impression d'être en conditions réelles, comme s'ils tournaient à bord d'un avion de ligne ou d'un navire. Cela rend l'atmosphère beaucoup plus oppressante, parce qu'une fois entrés dans les décors, les acteurs et les techniciens ne savent jamais sur quel plateau ils se trouvent. Ils sont plus ou moins enfermés et s’interrogent sur les risques d'un vol spatial. Pour Scott, il est important aussi bien pour les acteurs que pour lui-même que le décor soit construit d'un seul tenant plutôt que sous la forme d'éléments séparés. C'est ce qui leur permet de courir dans un immense corridor, puis de tourner pour entrer dans une vraie pièce, en sachant parfaitement où ils sont par exemple.
Ron Cobb crée des symboles de style industriel et des panneaux à code couleur pour divers endroits et aspects du navire. La société propriétaire du Nostromo n'est pas nommée dans le film et est désignée par les personnages comme « la Compagnie ». Cependant, le nom et le logo de « Weylan-Yutani » apparaissent sur plusieurs décors et accessoires tels que les écrans d'ordinateur et les canettes de bière. Cobb a créé ce nom pour impliquer une alliance commerciale entre la Grande-Bretagne et le Japon, « Weylan » est un dérivé de la British Leyland Motor Corporation et « Yutani » vient du nom d'un de ses voisins japonais,.
Pour l'intérieur du vaisseau, le directeur artistique Roger Christian collabore avec Nick Allider, le responsable des effets spéciaux. Ils utilisent des pièces récupérées sur des avions et de la ferraille pour décorer la passerelle et les murs des coursives, ainsi que des verres sales et des oiseaux buveurs, en partie pour économiser de l'argent comme il l'avait déjà fait sur Star Wars,. Christian rajoute également des vieilles tasses et des effets personnels. Pendant ce temps, Leslie Dilley a pour mission de transformer les tableaux ou les modèles réduits de Hans Ruedi Giger en décors à taille réelle ou en maquettes à grande échelle. Un miroir est également utilisé pour créer l'illusion de couloirs plus longs dans la zone sous le pont. Les décors utilisent également de grands transistors et des écrans d'ordinateur à basse résolution pour donner au navire un aspect industriel « usé » et le faire apparaître comme s'il était construit avec une « ancienne technologie ».
Selon Sigourney Weaver, le réalisateur fait aussi de son mieux pour rendre leurs consoles les plus réalistes possibles. Lors du tournage de la toute première scène, où tous les personnages principaux sont réunis, les acteurs n'ont pas le droit de toucher le moindre bouton du fait des angles de prise de vue et de la présence des accessoiristes cachés à leurs pieds pour faire bouger les divers éléments du décor. Les acteurs appuient donc dans le vide. Les superviseurs des effets spéciaux Brian Johnson et Nick Allder assurent quant à eux la fonctionnalité de la plupart des décors et accessoires, y compris les chaises mobiles, les écrans d'ordinateur, les détecteurs de mouvement et les lance-flammes,.

### Post-production
Le travail de montage et de post-production sur Alien dure environ vingt semaines. Terry Rawlings, monteur britannique, ayant auparavant travaillé sur le montage sonore du film Les Duellistes, travaille une nouvelle fois avec Scott pour Alien. Scott et Rawlings montent une grande partie du film à un rythme lent pour créer le suspense dans les moments les plus tendus et les plus effrayants. Selon Rawlings : « Je pense que nous avons réussi à bien faire les choses en le gardant lent, assez drôle, ce qui est complètement différent de ce qu'ils font aujourd'hui. Et je pense que la lenteur du processus a fait en sorte que les moments où vous vouliez que les gens aient peur... alors nous pouvions aller aussi vite que nous le voulions parce que vous avez poussé les gens dans un coin et les avez ensuite attaqués, pour ainsi dire. Et je pense que c'est comme ça que ça a marché. » Le premier montage du film dure plus de trois heures; le montage ultérieur a ramené la version finale a un peu moins de deux heures,.
Une scène qui a été coupée du film se produit lors de l'évasion de Ripley du Nostromo. Elle tombe sur le cocon de l'alien où sont emprisonnés Brett et Dallas ; Brett est dans un état de « digestion » avancé et commence à se transformer en un œuf. Dallas quant à lui est emprisonné non loin de l’œuf d'un facehugger, pour que ce dernier soit « enfanté ». Le chef décorateur Michael Seymour suggère plus tard que Dallas est devenu « une sorte de nourriture pour la créature extra-terrestre » tandis qu'Ivor Powell suggère que « Dallas est retrouvé dans le vaisseau en tant qu’œuf, toujours vivant ». Scott remarque qu'« ils se métamorphosent, ils se transforment en... étant consommés, je suppose, par quel que soit l'organisme de l'Alien... en un œuf ». La scène est coupée, jugée pas assez réaliste mais aussi trop lente ce qui ralentit la scène de fuite de Ripley dans le Nostromo,. Tom Skerritt remarque : « Il fallait que cette scène ait ce rythme. Elle essaye de se tirer de là, on lui demande tous de sortir de là, et le fait qu'elle ralentisse et qu'elle ait une conversation avec Dallas n'était pas approprié. » La séquence est incluse dans les bonus de la version Laserdisc d’Alien et une version abrégée est réinsérée dans le Director's cut de 2003 qui a été rééditée en salle et en DVD,.

## Musique

### Albums

#### Alien: Original Motion Picture Score(1979)

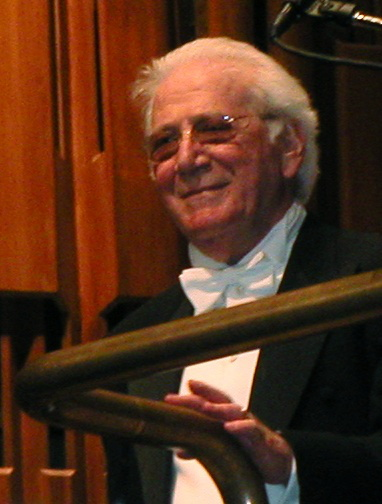
Jerry Goldsmith, le compositeur de la musique dAlien.

La bande originale d'Alien est composée par Jerry Goldsmith. Certains clament qu'il s'agit de sa meilleure composition et sa plus viscérale. L'enregistrement est interprété par le National Philharmonic Orchestra sous la direction de Lionel Newman.
Goldsmith avait signé quelques années plus tôt des morceaux possédant quelques similitudes, à l'écriture très contemporaine, parfois atonale, pour des films comme La Planète des singes (Franklin Schaffner, 1968), ou encore Freud, passions secrètes (John Huston), qui sont des musiques parfois très froides, métalliques, atmosphériques, voire atonales (et donc très en marge des partitions hollywoodiennes habituelles pour l'époque).
À l'origine, Ridley Scott désire Isao Tomita pour réaliser la musique du film mais la 20th Century Fox décide d'opter pour un compositeur plus familier et le nom de Goldsmith apparaît sur les recommandations par le président de l’époque de la Fox, Alan Ladd Jr..
Le premier morceau, le Main Title, semble évoquer l'immensité de l'espace et son mystère. Dans le film, il est remplacé par la musique initialement utilisée pour l'atterrissage de l'astronef sur la planète. Ridley Scott préfère dérouter un peu le spectateur, et en mettant un passage « d'action » au début, rompt précisément avec la tradition du thème d'introduction au début du film.
Dans Inside the Alien ship / The Egg Chamber, la musique est très proche du style que Goldsmith a mis en place dans Freud, passions secrètes : violons stridents, thème mystérieux, percussions symbolisant de vieilles origines (on voit les astronautes qui découvrent des ossements, comme si c'était une découverte archéologique). Goldsmith fait ainsi monter l'intrigue en s'appuyant sur les questions que doivent se poser ces hommes en découvrant l'intérieur de cet engin un peu curieux, tout en laissant la place à la peur de l'inconnu et du mystère que semble cacher cet endroit. Au fil du morceau, on sent une montée en puissance progressive qui correspond aux inquiétudes de Ripley, restée dans le vaisseau d'atterrissage, et qui s'aperçoit qu'ils peuvent rencontrer à tout moment quelque chose qui n'a rien d'humain, puisque le message qu'ils ont capté, et qui les a amenés sur cette planète, n'est pas un SOS.
Dans The Egg, Goldsmith utilise une nouvelle fois les violons pour produire des sonorités curieuses, inconnues, qui évoquent l'inconnu, l'étranger. Ash est un morceau qui évoque la complexité du personnage de Ash et son mystère. Encore une fois, Goldsmith se sert beaucoup de ses trouvailles sur sa partition pour Freud, passions secrètes pour évoquer l'inconscient, la double personnalité. Lorsque Ash montre sa vraie nature, Goldsmith réutilise cette même méthode. Malheureusement, ce morceau n'est pas présenté dans son intégralité dans le film,.
Dans Death of Lambert & Parker, Goldsmith évoque l'urgence de s'échapper pour survivre à l'Alien, avec des cuivres beuglants et un rythme répétitif, puis qui s'accélère de plus en plus. Un morceau plus classique dans son écriture et un vrai passage d'action efficace, ce qui permet à la tension des minutes précédentes de se déchaîner de plus en plus violemment. Enfin, avec Final Confrontation - End titles, la confrontation finale entre Ripley et l'Alien se termine sur un excellent morceau d'action qui boucle la boucle, en redevant atonal après un léger passage thématique. L'espace est toujours aussi vaste, mais le spectateur sait qu'il n'est plus seul.
Pour son travail, Jerry Goldsmith se voit nommé dans plusieurs récompenses de prix dont certaines des plus prestigieuses comme les Golden Globes, les Emmy Awards et les BAFTA. La composition des morceaux a été publiée sous forme d’album de bande originale dans plusieurs versions avec des pistes et des séquences différentes.
| Liste des titres | Liste des titres | Liste des titres | Liste des titres | Liste des titres | Liste des titres | Liste des titres | Liste des titres | Liste des titres | Liste des titres |
| No               | Titre            | Auteur           | Durée            |                  |                  |                  |                  |                  |                  |
| ---------------- | ---------------- | ---------------- | ---------------- | ---------------- | ---------------- | ---------------- | ---------------- | ---------------- | ---------------- |
| 1.               | Main Title       |                  | 3:30             |                  |                  |                  |                  |                  |                  |
| 2.               | The Face Hugger  |                  | 2:32             |                  |                  |                  |                  |                  |                  |
| 3.               | Breakaway        |                  | 7:34             |                  |                  |                  |                  |                  |                  |
| 4.               | Acid Test        |                  | 4:35             |                  |                  |                  |                  |                  |                  |
| 5.               | The Landing      |                  | 4:29             |                  |                  |                  |                  |                  |                  |
| 6.               | The Droid        |                  | 4:40             |                  |                  |                  |                  |                  |                  |
| 7.               | The Recovery     |                  | 2:44             |                  |                  |                  |                  |                  |                  |
| 8.               | The Alien Planet |                  | 2:28             |                  |                  |                  |                  |                  |                  |
| 9.               | The Shaft        |                  | 3:57             |                  |                  |                  |                  |                  |                  |
| 10.              | End Title        |                  | 3:02             |                  |                  |                  |                  |                  |                  |
| 33:37            |                  |                  |                  |                  |                  |                  |                  |                  |                  |

#### Alien: Original Motion Picture Score: Complete Edition(2007)
Le 15 novembre 2007, Intrada Records publie une nouvelle composition de Jerry Goldsmith regroupant les dix mêmes symphonies avec de nouveaux morceaux alternatifs ainsi que les musiques originales dans un ensemble de 2 CD. Cette version est la première à publier la partition complète de Jerry Goldsmith remixée et remasterisée à partir des bandes maîtresses originales.
Le disque 1 contient la partition entière de Goldsmith comme il l’avait initialement créée avec chaque repère en place, y compris ceux qui ont été coupés plus tard du film ainsi que ses versions recomposées de repères que le réalisateur lui a fait changer (le thème principal original de Goldsmith, par exemple, apparaît sans sa mélodie de trompette héroïque parce que le réalisateur pensait qu’elle n’était pas assez effrayante). Le disque 2 comprend la bande originale telle qu’elle est émise sur l'EP plus six autres pistes bonus de prises de démonstration et même « Eine Kleine Nachtmusik » utilisé dans le film.
| 1.  | Main Title                                |  | 3:30 |
| 2.  | Hyper Sleep                               |  | 2:46 |
| 3.  | The Landing                               |  | 4:31 |
| 4.  | The Terrain                               |  | 2:21 |
| 5.  | The Craft                                 |  | 1:00 |
| 6.  | The Passage                               |  | 1:49 |
| 7.  | The Skeleton                              |  | 2:30 |
| 8.  | A New Face                                |  | 2:35 |
| 9.  | Hanging On                                |  | 3:39 |
| 10. | The Lab                                   |  | 1:05 |
| 11. | Drop Out                                  |  | 0:57 |
| 12. | Nothing To Say                            |  | 1:52 |
| 13. | Cat Nip                                   |  | 1:01 |
| 14. | Here Kitty                                |  | 2:08 |
| 15. | The Shaft                                 |  | 4:31 |
| 16. | It's A Droid                              |  | 3:28 |
| 17. | Parker's Death                            |  | 1:51 |
| 18. | The Eggs                                  |  | 2:24 |
| 19. | Sleepy Alien                              |  | 1:04 |
| 20. | To Sleep                                  |  | 1:56 |
| 21. | The Cupboard                              |  | 3:05 |
| 22. | Out The Door                              |  | 3:13 |
| 23. | End Title                                 |  | 3:09 |
| 24. | Main Title (Rescored Alternate)           |  | 4:11 |
| 25. | Hyper Sleep (Rescored Alternate)          |  | 2:45 |
| 26. | The Terrain (Rescored Alternate)          |  | 0:58 |
| 27. | The Skeleton (Rescored Alternate)         |  | 2:31 |
| 28. | Hanging On (Rescored Alternate)           |  | 3:08 |
| 29. | The Cupboard (Rescored Alternate)         |  | 3:12 |
| 30. | Out The Door" (Rescored Alternate) (3:02) |  | 3:02 |

| 1.  | Main Title                                             |  | 3:37 |
| 2.  | The Face Hugger                                        |  | 2:36 |
| 3.  | Breakaway                                              |  | 3:03 |
| 4.  | Acid Test                                              |  | 4:40 |
| 5.  | The Landing                                            |  | 4:31 |
| 6.  | The Droid                                              |  | 4:44 |
| 7.  | The Recovery                                           |  | 2:50 |
| 8.  | The Alien Planet                                       |  | 2:30 |
| 9.  | The Shaft                                              |  | 4:01 |
| 10. | End Title                                              |  | 3:09 |
| 11. | Main Title (film version) (bonus)                      |  | 3:44 |
| 12. | The Skeleton (alternate take) (bonus)                  |  | 2:34 |
| 13. | The Passage (demonstration excerpt) (bonus)            |  | 1:54 |
| 14. | Hanging On (demonstration excerpt) (bonus)             |  | 1:08 |
| 15. | Parker's Death (demonstration excerpt) (bonus)he Shaft |  | 1:07 |
| 16. | It's A Droid (unused inserts) (bonus)                  |  | 1:27 |
| 17. | Eine Kleine Nachtmusik (source) (bonus)                |  | 1:49 |

## Accueil

### Promotion et sortie
L'une des accroches du film est : « Dans l'espace, personne ne vous entend(ra) crier » (en version originale : « In space no one can hear you scream... »).
L'avant-première du film se déroule le 25 mai 1979 au Grauman's Egyptian Theatre sur Hollywood Boulevard à Los Angeles. Très vite, le cinéma le diffuse en boucle car le bouche à oreille est excellent. Dans les salles, certains spectateurs vomissent durant la projection.
En septembre 1980, le film Alien distribué par Magnetic Video, filiale de 20th Century Fox, devient le premier film à atteindre le million de dollar de recettes sur le marché des vidéos, record obtenu en 45 jours.

### Accueil critique
Sur le site agrégateur de critiques Rotten Tomatoes, le film obtient un score de 97 % d'opinions favorables, sur la base de 119 critiques collectées. Sur Metacritic, il obtient une note moyenne pondérée de 89 sur 100, sur la base de 34 critiques collectées.
En France, le site Allociné donne au film une note moyenne de 4,4⁄5, sur la base de 11 critiques collectées.

### Box-office initial
Avec un budget d'environ 11 000 000 US$, Alien a été un succès commercial en salles. Lors de sa sortie initiale, il réalise 102 944 891 US$ au box-office mondial, dont 78 944 891 US$ aux États-Unis et au Canada et 24 000 000 US$ à l'étranger.
Le film sort en Amérique du Nord le 25 mai 1979 : distribué dans 91 salles, il est numéro 1 au box-office dès le premier week-end, et rapporte 3 527 881 US$. Le film alterne ensuite entre les premières et troisièmes places durant plus de vingt semaines consécutives.
En France, le film a rapporté 4 727 920 US$ (2 809 875 entrées) et 228 889 US$ en Belgique, où il est sorti respectivement les 12 et 13 septembre 1979.

### Box-office pour la versiondirector's cut(2003)
La version director's cut d'Alien est sortie dans les salles américaines le 31 octobre 2003, remportant 1 986 910 US$ supplémentaires, augmentant le total du box-office nord-américain à 80 931 801 US$, soit 329 504 entrées supplémentaires. Lors de sa première semaine, il était diffusé dans 347 salles, et est resté au grand écran pendant 5 semaines.
En France, la version director's cut a d'abord été projetée au Festival du cinéma américain de Deauville le 13 septembre 2003, puis dans d'autres salles françaises à partir du 12 novembre 2003, faisant 76 243 entrées sur un total de 6 semaines de projection, augmentant le total d'entrées françaises à 2 887 121. Autrement, la version director's cut a obtenu 113 678 entrées au Royaume-Uni où il est sorti le 31 octobre 2003, 4 149 au Québec et 9 504 en Belgique où il est sorti le 22 octobre 2003.
La version director's cut d'Alien cumule 329 504 entrées aux États-Unis et 365 144 en Europe, plus 13 570 entrées en Pologne (la Pologne n'entrera dans l'Union européenne qu'en 2004).

## Distinctions
Entre 1979 et 2021, le film Alien, le huitième passager a été sélectionné 27 fois dans diverses catégories et a remporté 10 récompenses,.

### Année 1979
| Évènement                                         | Catégorie / Récompense | Nommé(es) / Lauréat(es)     | Résultat   |
| ------------------------------------------------- | --- | --------------------------- | ---------- |
| British Society of Cinematographers Awards        | Meilleure photographie (Prix de la British Society of Cinematographers pour la meilleure photographie dans un long métrage de cinéma) | Derek Vanlint               | Nomination |
| Festival international du film de Saint-Sébastien | Coquille d'argent des meilleures photographies et effets spéciaux                                                                     | Alien, le huitième passager | Lauréat    |
| Festival international du film de Saint-Sébastien | Meilleur film | Ridley Scott                | Nomination |
| Jupiter Awards                                    | Meilleure actrice internationale | Sigourney Weaver            | Nomination |

### Année 1980
| Évènement                                                            | Catégorie / Récompense                                   | Nommé(es) / Lauréat(es)                                                 | Résultat   |
| -------------------------------------------------------------------- | -------------------------------------------------------- | ----------------------------------------------------------------------- | ---------- |
| Academy of Science Fiction, Fantasy and Horror Films - Saturn Awards | Saturn Award du meilleur film de science-fiction         | Alien, le huitième passager                                             | Lauréat    |
| Academy of Science Fiction, Fantasy and Horror Films - Saturn Awards | Saturn Award de la meilleure actrice dans un second rôle | Veronica Cartwright                                                     | Lauréat    |
| Academy of Science Fiction, Fantasy and Horror Films - Saturn Awards | Saturn Award de la meilleure réalisation                 | Ridley Scott                                                            | Lauréat    |
| Academy of Science Fiction, Fantasy and Horror Films - Saturn Awards | Meilleure actrice                                        | Sigourney Weaver                                                        | Nomination |
| Academy of Science Fiction, Fantasy and Horror Films - Saturn Awards | Meilleur scénario                                        | Dan O'Bannon                                                            | Nomination |
| Academy of Science Fiction, Fantasy and Horror Films - Saturn Awards | Meilleur maquillage                                      | Pat Hay                                                                 | Nomination |
| Academy of Science Fiction, Fantasy and Horror Films - Saturn Awards | Meilleurs effets spéciaux                                | Brian Johnson et Nick Allder                                            | Nomination |
| British Academy Film Awards                                          | British Academy Film Award des meilleurs décors          | Michael Seymour                                                         | Lauréat    |
| British Academy Film Awards                                          | British Academy Film Award du meilleur son               | Derrick Leather, Jim Shields et Bill Rowe                               | Lauréat    |
| British Academy Film Awards                                          | Meilleurs costumes                                       | John Mollo                                                              | Nomination |
| British Academy Film Awards                                          | Meilleur montage                                         | Terry Rawlings                                                          | Nomination |
| British Academy Film Awards                                          | Meilleur nouveau venu dans un rôle principal             | Sigourney Weaver                                                        | Nomination |
| British Academy Film Awards                                          | Meilleur acteur dans un second rôle                      | John Hurt                                                               | Nomination |
| British Academy Film Awards                                          | Meilleure musique de film (Prix Anthony Asquith)         | Jerry Goldsmith                                                         | Nomination |
| Golden Globes                                                        | Meilleure musique de film                                | Jerry Goldsmith                                                         | Nomination |
| Grammy Awards                                                        | Meilleur album tiré de la bande originale d'un film      | Jerry Goldsmith                                                         | Nomination |
| Oscars                                                               | Oscar des meilleurs effets visuels                       | H.R. Giger, Carlo Rambaldi, Brian Johnson, Nick Allder et Dennis Ayling | Lauréat    |
| Oscars                                                               | Meilleure direction artistique (décors)                  | Michael Seymour (en), Leslie Dilley, Roger Christian et Ian Whittaker   | Nomination |
| Prix Hugo                                                            | Meilleure présentation dramatique                        | Ridley Scott, Dan O'Bannon et Ronald Shusett                            | Nomination |

### Années 2002-2021
| Années | Évènement                                           | Catégorie / Récompense                                                              | Nommé(es) / Lauréat(es)                                                        | Résultats  |
| ------ | --------------------------------------------------- | ----------------------------------------------------------------------------------- | ------------------------------------------------------------------------------ | ---------- |
| 2002   | National Film Registry                              | Inscription au registre national des films des États-Unis                           | Alien, le huitième passager                                                    | Nomination |
| 2007   | International Film Music Critics Association Awards | Meilleure nouvelle version, réédition ou réenregistrement d'une partition existante | Jerry Goldsmith, Douglass Fake, Michael Matessino, Nick Redman et Joe Sikoryak | Lauréat    |
| 2012   | Online Film and Television Association              | Inscription au temple de la renommée des meilleurs films de l'OFTA                  | Alien, le huitième passager                                                    | Lauréat    |
| 2021   | Online Film and Television Association              | Inscription au temple de la renommée des meilleurs personnages de l'OFTA            | Ellen Ripley (Sigourney Weaver)                                                | Lauréat    |

## Versiondirector's cut
Une version director's cut est sortie au cinéma en 2003. Elle ne présente que de légères différences avec l’œuvre originelle. Certains plans ont été élagués afin d’améliorer le rythme et deux scènes ont été ajoutées : une dispute entre Lambert et Ripley, et la découverte par Ripley du capitaine Dallas enfermé dans un cocon. À l'origine, Ridley Scott et le monteur Terry Rawlings n'avaient pas souhaité garder cette deuxième scène car ils estimaient qu'elle ralentissait sérieusement le rythme. À ce moment du film, Ripley cherche à s'échapper et cette digression fait retomber la peur que le spectateur doit alors ressentir pour elle.
Il est à noter que le montage du film sorti dans les salles en 1979 est celui que Ridley Scott a toujours préféré.

## Chronologie de la sagaAlien
- 1979 : Alien de Ridley Scott
- 1986 : Aliens, le retour de James Cameron
- 1992 : Alien 3 de David Fincher
- 1997 : Alien, la résurrection de Jean-Pierre Jeunet
- 2012 : Prometheus de Ridley Scott
- 2017 : Alien: Covenant de Ridley Scott
- 2024 : Alien: Romulus de Fede Álvarez

## Analyse

### Thèmes
Au fil du temps, les critiques tout d'abord mitigés à la sortie du film finissent par voir au-delà de l'aspect « film de monstre » et relèvent les tensions raciales et sexuelles sous-jacentes, ainsi que le commentaire politique et social.
Selon Walter Hill, le sujet d'alien ne serait pas le monstre, mais plutôt les sociétés, les entreprises humaines qui ont permis sa naissance. De fait, Alien distille savamment cette idée de manipulation à distance de l'équipe du Nostromo. La visite de la planète LV4-26 semble être presque prévue, et les ordres que suit Ash sont sans équivoque ceux d'un complexe militaro-industriel intéressé par le potentiel destructeur de la découverte effectuée par l'équipage. L'alien prend plus de valeur que la vie de tous les hommes et toutes les femmes présents sur le Nostromo. Une critique dissimulée de la mainmise des multinationales sur l'économie américaine et sur leur inhumanité. Tourné dans les années 1970, une période où les Américains sont perdus entre Watergate et le Vietnam. Dans la société américaine, les citoyens se sentent trahis par un gouvernement qui leur ment et Alien traduit comme beaucoup de films d’époque cette perte de foi dans les institutions.
Pour Alexandre O. Philippe, Alien est un film « qui exprime la culpabilité patriarcale inconsciente de la manière dont la société et Hollywood traitent les femmes ». Cette créature qui jaillit des entrailles de Kane serait en fait une métaphore d’un « malaise qui doit sortir ». Le cinéaste rappelle d’ailleurs qu’à l’époque des premières projections de 1979, des hommes avaient quitté la salle après s’être sentis mal, l’estomac noué. « Le chestburster évoque le viol, la grossesse, la naissance... On n’a pas l’habitude de voir un homme subir ces choses-là », poursuit-il. Si à l’époque les aliens au cinéma étaient plutôt des protagonistes comme E.T. ou Rencontres du troisième type, l’alien de Dan O’Bannon cristallise nos peurs et nos angoisses.
La claustrophobie est un élément clé pour Ridley Scott. La construction du vaisseau Nostromo en particulier est une preuve flagrante de l'utilisation de cette phobie : l'aspect angoissant du film doit beaucoup aux longs couloirs du vaisseau. Ridley Scott révèle s'être inspiré de son expérience acquise dans la publicité pour manipuler le spectateur en reprenant de nombreux éléments psychologiques, notamment dans le montage et l'éclairage de spots d'une durée entre 30 et 45 secondes. Scott fait également abaisser au maximum les plafonds du navire spatial pour accentuer cette sensation d’oppression.
L'un des thèmes principaux du film est un sujet délicat, à savoir le viol. Ceci est lié au créateur de l’alien, H.R. Giger. Il fait ce qu’il appelle de l’art « biomécanique », c’est à-dire que la plupart de ses œuvres mélangent l’organique et le mécanique. C’est un univers fantasmagorique car la plupart de ses créations sont inspirées par ses cauchemars. Avec Alien, il crée un univers particulier, les premières illustrations montrant même des xénomorphes en train de violer des humaines. Nous retrouvons ce même thème dans le film. Le facehugger saute au visage et introduit par force son appendice à l’allure phallique dans la bouche de Kane et y pond un embryon. Le personnage est bafoué dans son intimité. Autre exemple de ce thème, la mort du personnage de Lambert. Le plan sur la « griffe » de l’alien dans l’entre-jambe de Lambert ainsi que les cris en son off de cette dernière lorsque Ripley tente de la secourir sont sans ambiguïté sur ce que veut sous-entendre Ridley Scott. La séquence finale comporte elle aussi une dimension sexuelle évidente. Enfin, Ash lui-même semble témoigner de la curiosité pour la sexualité lorsqu'il tente d'étouffer Ripley avec un journal enroulé enfoncé dans sa gorge. Un symbole phallique, là encore, qui ouvre nombre de questions quant aux pulsions potentielles d'une créature robotisée. Derrière la tentative de meurtre sur Ripley, on peut aussi y voir une forme de tentative de viol. Les photos en arrière-plan donnent une connotation explicite à la scène car il s'agit de magazines pornographiques.
L'un des sujets abordés tout au long du film est la maternité. Premièrement, le vaisseau est appelé « Maman ». C’est une entité rassurante face au froid de l’espace comme en témoigne l’alternance de plans entre les dehors venteux et froids de la planète des aliens et les intérieurs cosys et silencieux du vaisseau lors de l’exploration de celle-ci. La pièce centrale est lumineuse et est toujours là pour répondre aux questions de l'équipage. Image donc d’une mère qui est là pour protéger la famille que constituent les personnages. En opposition on nous présente un autre système de maternité. Celui des aliens. Une espèce qui dépose ses œufs dans un espace étranger (le vaisseau échoué sur la planète) et protège ses œufs par une couche laser en dessous de laquelle la chaleur est présente. Par ailleurs, le système par lequel l’alien prend vie rappelle aussi le thème de la maternité puisque après gestation dans le corps de son hôte, le monstre prend réellement vie à travers ce qui ne peut être décrit que comme un accouchement forcé. Cet accouchement est contre nature et donc annonciateur de désastre puisque c’est un homme et non une femme qui lui donne la vie. Trahis par « mère » qui est en fait programmée pour faire passer le retour de l’alien sur terre avant la survie de l’équipage, tous les hommes mourront. Seule Ripley survivra et finira par couper le cordon en faisant s’autodétruire « mère ».

### Inspirations
Dan O'Bannon, le scénariste du film, s'inspire librement de plusieurs œuvres issues des genres de l'horreur et de la science-fiction. Il déclare à ce sujet qu'il n'a pas « volé Alien à quelqu'un. Je l'ai volé à tout le monde ! ».
- La Chose d'un autre monde (The Thing from Another World), 1951, inspire l'idée d'hommes professionnels poursuivis par une créature extraterrestre mortelle à travers un environnement claustrophobe[35].
- Planète interdite (Forbidden Planet), 1956, donne à O'Bannon l'idée d'un navire averti de ne pas atterrir, puis que les membres de l'équipage soient tués un par un par une mystérieuse créature lorsqu'ils bravent l'avertissement[35].
- La Planète des vampires (Planet of the Vampires), 1965, contient une scène dans laquelle les héros découvrent un squelette extraterrestre géant qui influence O'Bannon pour la découverte de l'équipage du Nostromo de la créature extraterrestre dans le vaisseau spatial abandonné[35].
- O'Bannon a également noté l'influence de Junkyard (1953), une histoire courte de Clifford D. Simak dans laquelle un équipage atterrit sur un astéroïde et découvre une chambre remplie d'œufs[30]. Il cite aussi comme influences Strange Relations de Philip José Farmer (1960) qui fait état de la reproduction des aliens[30], et plusieurs titres de bande dessinées d'horreur de la maison d'édition EC Comics, dans lesquelles des monstres mangent des personnes[30].

Par ailleurs, le nom du vaisseau est un hommage au roman Nostromo (1904) de Joseph Conrad. Cette idée sera conservée pour le nom du vaisseau de la suite Aliens, le retour, le Sulaco, qui est le nom de la ville fictive dans laquelle se déroule l'intrigue du roman de Joseph Conrad.
Le nom de Ripley est, quant à lui, le prénom du réalisateur Ridley Scott dont la lettre "d" a été retournée.

## Dans la culture populaire
Le « futur usé » de Ridley Scott devient rapidement un des nouveaux standards de la science-fiction. Les décors oppressants, les costumes et le style brut influencent toute une génération de cinéastes, de publicitaires, de dessinateurs de bandes dessinées et de concepteur de jeux vidéo.
Dans les années qui suivent, divers films de science-fiction tentent en vain de copier les créations biomécaniques de Hans Ruedi Giger. Dans le livre Alien - Toutes les archives, le livre analyse le succès du film dans le temps et affirme qu’Alien à également apporté le côté subversif du cinéma des années 1970 à la science-fiction, en lui ouvrant au passage les portes d'une toute nouvelle dimension, le réalisme organique.

### Littérature
- Dans le roman Ça (It) de Stephen King, le film et la créature sont cités dans le chap. 21, partie 11 : « L'Alien de ce film épouvantable avec Sigourney Weaver ? »
- Dans le roman Dreamcatcher du même auteur, le virus extraterrestre qui infecte les animaux et les humains est surnommé le Ripley. Le personnage du colonel Curtis fait explicitement référence à Alien. Ces références seront reprises dans l'adaptation au cinéma du roman par Lawrence Kasdan (en anglais : « The men call the red stuff « Ripley », after the broad in the Alien movies »)[132].

### Cinéma
- À la fin de La Folle Histoire de l'espace de Mel Brooks (1987) — un film qui parodie plusieurs films de science-fiction dont Star Wars —, les deux héros se retrouvent dans un bar spatial et assistent à l'éclosion d'un mini alien qui sort du ventre d'un des clients, joué par John Hurt en personne. L'alien prend un canotier et une canne et interprète une chanson à la manière de Fred Astaire avant de disparaître.
- Dans le film d'animation Planète 51 (2009), on trouve plusieurs références à Alien : xénomorphe en animal familier, phrase « Dans l'espace, personne ne vous entend crier », etc.
- Dans le film d'animation Shrek 2 (2004), la manière dont le Chat Potté déchire la chemise de Shrek et s'en extirpe, rappelle la scène où l'Alien jaillit de la poitrine de Kane[133].

### Télévision
- La série American Dad! a parodié Le Huitième Passager dans l'épisode 18 de la saison 5, The Great Space Roaster, où Roger traque la famille Smith dans un vaisseau spatial.
- La série animée Cowboy Bebop comporte un épisode parodique rendant hommage à Alien, où le Bebop, le vaisseau des héros, est hanté par une créature inconnue qui contamine un par un les occupants[134].
- Dans la série d'animation Kaeloo, dans l'épisode 43 de la saison 1, Moignon (l'écureuil) décrit un extraterrestre avec une bouche rétractile, en référence au xénomorphe du film.
- Dans la série Les Tortues Ninja, plusieurs épisodes mettent en scène des écureuils mutants avec des caractéristiques indéniablement inspirées des xénomorphes : crâne allongé, seconde bouche extensible, apparence sombre et osseuse, capacités de discrétion et de ramper aux murs, etc.
- Dans la deuxième saison, épisode 7 de Rick et Morty : Beth et Jerry suivent une thérapie de couple et leurs caractères se dessinent. Jerry n'est qu'un misérable ver et Beth n'est qu'une alien dominatrice, comme celui qui a posé quelques problèmes à Sigourney Weaver dans le film[135].

### Bande dessinée et manga
- Dans Dragon Ball, le personnage de Freezer, lors de sa deuxième transformation, a une morphologie qui fait penser au xénomorphe (en blanc). Par la suite, le personnage de Puipui, un acolyte de Babidi a lui aussi un crâne qui peut faire penser au xénomorphe.
- Dans la série Kookaburra, dans le tome 1 Planète Dakoï, Skullface adopte un rat dakoïd qui a une morphologie similaire au xénomorphe. Dans le tome 3, le nom du rat va être un sujet de discussion entre Skullface et Preko, le premier voulant l'appeler Ripley, et le second proposant Sigourney.
- Dans le manga City Hall, tome 1, p. 165, le commandant chargé des opérations lors de l'attaque de la National Bank est le commandant Ripley de l'escadron spécial « Nostromo ». Cet escadron est chargé des phénomènes anormaux.
- Dans l'OAV Roots Search, de nombreux éléments rappellent la franchise Alien.

### Jeux vidéo
- La série de jeux vidéo Metroid (1986) s'inspire largement du film ; ainsi, le personnage de Samus est un clin d'œil à Ripley, de même que le grand rival de Samus, qui porte le prénom de Ridley[136],[137].
- Dans R-Type (1987), le premier boss du premier niveau du jeu est un xénomorphe géant.
- Dans Space Gun (1990), le jeu s'inspire fortement de l'univers et de l'ambiance du film[138].
- La série de jeux Alien Breed (1991), débutant sur Amiga, s'inspire également fortement du film.
- Dans 3D Pinball: Space Cadet (1995), une des missions à accomplir lors du grade de lieutenant de l'espace consiste à détruire les xénomorphes.
- Dans Starcraft (1998), le jeu s'inspire du design de l'alien pour les Zergs (les Hydralisk pour être précis). Et la scène cinématique à bord de l'Amerigo est un clin d'œil au film.
- Le boss de fin du jeu Conker's Bad Fur Day (2001) n'est autre qu'un xénomorphe similaire à celui du film.
- Dans League of Legends (2009), le champion Kha'zix est grandement inspiré d'un xénomorphe, dû à sa principale spécialité qui est de traquer et de tuer les cibles fragiles, le plus souvent lorsqu'elles sont isolées.
- Dans Alien: Isolation (2014), le joueur incarne la fille de Ripley, 15 ans après les évènements du Nostromo.
- Dans Team Fortress 2 (2007), divers objets et cosmétiques existent, permettant d'utiliser le lance-flamme du film, ou donner l'apparence d'un xénomorphe.
- Dans Mortal Kombat X (2015), le xénomorphe est disponible a l'achat en contenu téléchargeable additionnel ou directement disponible dans la version XL du jeu[139].
- Dans Broforce, le personnage de Ripley est un des personnages jouables du jeu, sous le nom d'Ellen Ripbro[140]. Aussi, les ennemis combattus à un certain stade du jeu sont des xénomorphes adultes, mais aussi des facehuggers ayant exactement le même comportement que celui du film, et engendrent un Alien adulte s'ils s'agrippent au joueur.

### Jeux de rôle
- Dans l'univers du jeu de rôle Spelljammer, la description et l'apparence du Yitsan semblent être en référence directe à l'alien.
- Un article de Dragon Magazine no 3 (janvier-février 1992) fournit les caractéristiques du monstre à différentes étapes de sa vie, selon les standards de Donjons et Dragons (AD&D 2e édition).
- Dans le jeu de rôle Warhammer 40000, la faction Tyranide s'inspire largement du design et du comportement du xénomorphe.
- En 2019 l'éditeur suédois Free League Publishing publie Alien le jeu de rôle[141].

### Divers
- En 1980, lors de son spectacle au théâtre Marigny (octobre 1979-juin 1980)[142], l'humoriste Thierry Le Luron fait dire à sa chère Alice Sapritch qu'elle a obtenu le rôle principal du film Alien ; celui du monstre[143].

## Produits dérivés

### Sortie DVD
En avril 2019, le film ressort dans une édition 40e anniversaire, qui se compose d'un steelbook contenant la version 4K Ultra HD du film, le reste du contenu est identique à l'édition de 2017, c'est-à-dire la version cinéma du film, la Director's cut, deux commentaires audio de Ridley Scott (un de 1999 et un de 2003), deux bandes originales et des scènes coupées.

### Adaptations en jeu vidéo
- Un jeu de labyrinthe Alien adapté du film est sorti en 1982 sur Atari 2600.
- Un jeu d'aventure et de stratégie Alien, développé par Concept Software, est sorti en 1984 sur Commodore 64 et ZX Spectrum et en 1985 sur Amstrad CPC.
- Alien Breed est une série de jeux vidéo créée par la société britannique Team17, apparue en 1991 sur ordinateur Commodore Amiga.
- La série de films Alien a été adaptée assez librement en borne d'arcade par Capcom en 1994, sous le titre Aliens vs. Predator.
- Le jeu vidéo Alien Trilogy (1996) permet de revivre les évènements des trois premiers films.
- Une série de jeux vidéo, intitulée Aliens vs. Predator, met en scène le combat des deux espèces ainsi que les humains.
- Aliens: Colonial Marines (2013) plonge le joueur dans la peau d'un marine américain lutant contre une invasion de xénomorphes.
- Alien: Isolation (2014) s'inspire du premier film Alien, avec notamment l'utilisation des ressources originales du film pour sa création.
- Aliens: Fireteam Elite (2021) plonge le joueur dans la peau d'un marine américain lutant contre des vagues de xénomorphes.
- Aliens: Dark Descent (2023) le joueur doit donner des ordres à une escouade de quatre marines coloniaux, qui doivent combattre les xénomorphes et les agents voyous de la Weyland-Yutani Corporation.